# لیگ برتر فوتبال ایران ۰۴–۱۴۰۳
لیگ برتر فوتبال ایران ۰۴–۱۴۰۳، بیست و چهارمین دوره جام خلیج فارس و چهل و سومین دوره لیگ فوتبال ایران است که توسط فدراسیون فوتبال ایران برگزار شد. ۱۶ تیم (۱۴ تیم از فصل ۰۳–۱۴۰۲ لیگ برتر و ۲ تیم صعود کرده از فصل ۰۳–۱۴۰۲ لیگ فوتبال آزادگان) در این فصل حضور داشتند.

## مرور فصل

### نقل و انتقالات تابستانی
سازمان لیگ فوتبال ایران طی حکمی زمان نقل و انتقالات تابستان را به تیم‌های حاضر در لیگ برتر را اعلام کرد که براساس این حکم تیم‌ها از ۷ تیر ۱۴۰۳ تا ۲۸ شهریور ۱۴۰۳ می‌توانند اقدام به ثبت قرارداد بازیکن جدید تیم خود کنند.

### کاهش سهمیه لیگ نخبگان آسیا
با توجه به عملکرد تیم‌های ایرانی در لیگ قهرمانان آسیا و قرارگرفتن فدراسیون فوتبال ایران در جایگاه ششم فدراسیون‌های فوتبال آسیا، سهمیه ایران برای دو فصل آینده لیگ نخبگان قهرمانان آسیا ۲۶–۲۰۲۵ و لیگ نخبگان آسیا ۲۷-۲۰۲۶ از ۲+۱ به ۱+۱ کاهش یافت. به این ترتیب ایران یک سهمیه مستقیم لیگ نخبگان آسیا دارد و یک سهمیه حضور در مسابقات پلی‌اف که با اعلام سازمان لیگ مشخص می‌شود که سهمیه ایران در این رقابت‌ها چگونه تعیین می‌شود.

### تاریخ قرعه‌کشی و آغاز لیگ
حیدر بهاروند، رئیس وقت سازمان لیگ زمان قرعه‌کشی مسابقات را ۲ مرداد ۱۴۰۳ اعلام کرد. و زمان آغاز این رقابت‌ها ۲۵ مرداد ۱۴۰۳ عنوان شد.

### افزایش سهمیه بازیکنان خارجی
فدراسیون فوتبال که در ابتدا سهمیه بازیکنان خارجی هر تیم را ۴+۱ اعلام کرد، پس‌از اعتراض باشگاه‌ها، تصمیم به اصلاح این قانون گرفت و این سهمیه را به شرط آن‌که باشگاه‌ها فصل قبل ۶۰ درصد دقایق بازی حضور داشته باشند می‌توانند اقدام به جذب ۵+۱ بازیکن خارجی در فصل کنند.

### توپ لیگ برتر
در تاریخ ۲ مرداد در حاشیه قرعه‌کشی لیگ از توپ لیگ برتر با برند دربی استار رونمایی شد.

### تغییرات قانون رتبه‌بندی تیم‌ها در جدول

#### رتبه‌بندی
سازمان لیگ با اعلام تغییرات در رتبه‌بندی تیم‌ها اعلام کرد که جایگاه تیم‌ها در جدول لیگ براساس موارد زیر انجام می‌شود:
1. امتیاز بیشتر
2. بازی رو در رو
3. تفاضل گل
4. بیشترین گل زده
5. امتیاز بازی جوان مردانه[پ]

#### اخراج پزشک تیم
همچنین طبق قانون جدید کادر پزشکی تیم‌ها با شرایط جدید از روی نیمکت و کادر فنی با دریافت کارت زرد اخراج می‌شوند.

#### محرومیت ناشی از کارت زرد
کارت‌های زرد بازیکنان در طول مسابقات و محرومیت حاصل از دریافت چهار کارت زرد، از یک تیم به تیم دیگر منتقل نمی‌شود و صرفاً محرومیت‌های ناشی از جریمه انضباطی و اخراج به تیم بعدی انتقال می‌یابد.

#### سوپر جام
درصورت قهرمانی یک باشگاه در لیگ برتر و جام حذفی به‌صورت همزمان مسابقه سوپر جام بین تیم اول و دوم لیگ برتر برگزار می‌گردد.

#### بازیکنان ذخیره
بازیکنان ذخیره هر تیم در هر بازی شامل هفت بازیکن بزرگسال و دو بازیکن با شرایط سنی زیر ۲۱ سال تشکیل می‌شود.

#### ممنوعیت ورود شیپور
از ابتدای فصل ۰۴–۱۴۰۳ با توجّه به قوانین مصوب کنفدراسیون فوتبال آسیا و فیفا، استفاده از بوق و شیپورهای هواداری (فلزی و پلاستیکی) در استادیوم‌های ورزشی به‌علت امکان صدمه به شنوایی، از بین بردن تمرکز داوران، بازیکنان و مربیان و همچنین ایجاد حس ناخوشایند در تمام ورزشگاه‌ها ممنوع است.

### هفته دوازدهم
با توجه به حکم کمیته انضباطی برای اولین بار در تاریخ لیگ برتر دیدار سپاهان و پرسپولیس برای بازی رفت در ورزشگاه نقش جهان با حضور تماشاگران زن برگزار شد.

### نقل انتقالات نیم فصل
سازمان لیگ بازه زمانی نقل و انتقالات نیم فصل لیگ برتر از تاریخ ۱۵ دی ۱۴۰۳ لغایت ۸ بهمن ۱۴۰۳ اعلام کرد.

### هفته بیست و هفتم
پس از تقابل چادرملو با تراکتور کمیته انضباطی به دلیل حواشی پیش آمده توسط هواداران این باشگاه در این بازی اقدام به کسر یک امتیاز از باشگاه چادرملو کرد. که این رای توسط کمیته استیناف مورد تأیید قرار نگرفت و یک امتیاز باشگاه چادرملو به این باشگاه بازگشت

### تیم‌های سقوط کننده به لیگ یک

#### هفته بیست و هشتم
باشگاه فوتبال هوادار در این هفته تساوی مقابل نساجی دو هفته زودتر از پایان لیگ به لیگ یک سقوط کرد.

#### هفته بیست و نهم
باشگاه فوتبال نساجی در این هفته تساوی پرگل تراکتور یک هفته زودتر از پایان لیگ به لیگ یک سقوط کرد.

### قهرمان لیگ
باشگاه فوتبال تراکتور در هفته بیست و هشتم با غلبه بر تیم شمس آذر دوهفته مانده به پایان لیگ قهرمان این دوره از مسابقات شد.

## تیم‌ها

### صعود و سقوط (پیش فصل)
در مجموع شانزده تیم در لیگ شرکت می‌کنند که شامل چهارده باشگاه برتر از فصل ۰۳–۱۴۰۲ و دو باشگاه از لیگ آزادگان ۰۳–۱۴۰۲ که به لیگ برتر صعود کرده‌اند.

### باشگاه‌ها
| صعود ازلیگ آزادگان ۰۳–۱۴۰۲                                                                                                 | سقوط به لیگ آزادگان ۰۴–۱۴۰۳                                                                    |
| --- | ---------------------------------------------------------------------------------------------- |
| خیبر خرم‌آباد (برای اولین بار در تاریخ خود به لیگ برتر صعود کرد) چادرملو (برای اولین بار در تاریخ خود به لیگ برتر صعود کرد) | صنعت‌نفت (پس‌از هشت فصل حضور در لیگ برتر سقوط کرد) پیکان(پس‌از هشت فصل حضور در لیگ برتر سقوط کرد) |

| تیم             | سرمربی               | کاپیتان        | تیم      | سرمربی           | کاپیتان         |
| --------------- | -------------------- | -------------- | -------- | ---------------- | --------------- |
| آلومینیوم اراک  | مجتبی حسینی          | امیر نوری      | استقلال  | مجتبی جباری      | حسین حسینی      |
| استقلال خوزستان | امیر خلیفه‌اصل (موقت) | محمود مطلق‌زاده | پرسپولیس | اسماعیل کارتال   | امید عالیشاه    |
| تراکتور         | دراگان اسکوچیچ       | شجاع خلیل‌زاده  | چادرملو  | محمد سعید اخباری | علی طاهران      |
| خیبر خرم‌آباد    | سعید دقیقی           | مهرداد قنبری   | ذوب‌آهن   | محمد ربیعی       | کمال کامیابی‌نیا |
| سپاهان          | پاتریس کارترون       | محمد کریمی     | شمس آذر  | سیدمهدی رحمتی    | مهدی محمدی      |
| فولاد           | یحیی گل‌محمدی         | ساسان انصاری   | گل‌گهر    | مهدی تارتار      | مهران گلزاری    |
| مس رفسنجان      | سیروس پورموسوی       | حسن جعفری      | ملوان    | مازیار زارع      | امید نورافکن    |
| نساجی           | ساکت الهامی          | حسین زامهران   | هوادار   | امیدرضا روانخواه | صائب محبی       |

### تغیرات کادر فنی
| ردیف | تیم             | سرمربی خارج‌شده        | دلیل خروج | هفته خروج        | تاریخ            | سرمربی جدید              | زمان             |
| ---- | --------------- | --------------------- | --------- | ---------------- | ---------------- | ------------------------ | ---------------- |
| ۱    | فولاد           | عبدالله ویسی          | استعفا    | پیش فصل          | ۱۵ خرداد ۱۴۰۳    | یحیی گل‌محمدی             | ۲ تیر ۱۴۰۳       |
| ۲    | پرسپولیس        | اوسمار ویرا           | عدم توافق | پیش فصل          | ۱۹ خرداد ۱۴۰۳    | خوان کارلوس گاریدو       | ۵ تیر ۱۴۰۳       |
| ۳    | استقلال خوزستان | سیروس پورموسوی        | توافقی    | پیش فصل          | ۲۷ خرداد ۱۴۰۳    | میودراگ بوژوویچ          | ۱۵ تیر ۱۴۰۳      |
| ۴    | تراکتور         | حمید مطهری            | استعفا    | پیش فصل          | ۲۰ تیر ۱۴۰۳      | دراگان اسکوچیچ           | ۲۰ تیر ۱۴۰۳      |
| ۵    | گل‌گهر           | مارینوس اوزونیدیس     | اخراج     | پیش فصل          | ۲۱ تیر ۱۴۰۳      | مهدی تارتار              | ۲۱ تیر ۱۴۰۳      |
| ۶    | ملوان           | مهدی تارتار           | استعفا    | پیش فصل          | ۲۱ تیر ۱۴۰۳      | سعید دقیقی               | ۲۳ تیر ۱۴۰۳      |
| ۷    | شمس‌آذر          | سعید دقیقی            | استعفا    | پیش فصل          | ۲۳ تیر ۱۴۰۳      | مازیار زارع              | ۲۴ تیر ۱۴۰۳      |
| ۸    | هوادار          | مسعود شجاعی           | استعفا    | پیش فصل          | ۲۳ تیر ۱۴۰۳      | مهدی رحمتی               | ۲ مرداد ۱۴۰۳     |
| ۹    | شمس‌آذر          | مازیار زارع           | استعفا    | پیش فصل          | ۱۳ مرداد ۱۴۰۳    | سعید دقیقی               | ۲۱ مرداد ۱۴۰۳    |
| ۱۰   | ملوان           | سعید دقیقی            | استعفا    | پیش فصل          | ۱۵ مرداد ۱۴۰۳    | مازیار زارع              | ۱۹ مرداد ۱۴۰۳    |
| ۱۱   | خیبر            | محمدرضا مهاجری        | اخراج     | ۲ مهر ۱۴۰۳       | هفته پنجم        | مارکو اورلیو دا کونیا    | ۲ مهر ۱۴۰۳       |
| ۱۲   | استقلال         | جواد نکونام           | استعفا    | هفته ششم         | ۱۰ مهر ۱۴۰۳      | سهراب بختیاری‌زاده (موقت) | ۱۰ مهر ۱۴۰۳      |
| ۱۳   | مس رفسنجان      | محرم نویدکیا          | استعفا    | هفته هفتم        | ۲۱ مهر ۱۴۰۳      | امیرحسین پیروانی (موقت)  | ۲۱ مهر ۱۴۰۳      |
| ۱۴   | استقلال         | سهراب بختیاری زاده    | موقت      | هفته هشتم        | ۲۷ مهر ۱۴۰۳      | پیتسو موسیمانه           | ۲۷ مهر ۱۴۰۳      |
| ۱۵   | شمس‌آذر          | سعید دقیقی            | استعفا    | هفته هشتم        | ۲۹ مهر ۱۴۰۳      | محمدرضا مهاجری           | ۲ آبان ۱۴۰۳      |
| ۱۶   | خیبر            | مارکو اورلیو دا کونیا | اخراج     | هفته هشتم        | ۲۹ مهر ۱۴۰۳      | سعید دقیقی               | ۳۰ مهر ۱۴۰۳      |
| ۱۷   | سپاهان          | ژوزه مورایس           | استعفا    | هفته دهم         | ۱۲ آبان ۱۴۰۳     | هوگو آلمیدا (موقت)       | ۱۲ آبان ۱۴۰۳     |
| ۱۸   | مس رفسنجان      | امیرحسین پیروانی      | موقت      | هفته دهم         | ۱۵ آبان ۱۴۰۳     | مسعود شجاعی              | ۱۵ آبان ۱۴۰۳     |
| ۱۹   | سپاهان          | هوگو آلمیدا           | استعفا    | هفته دهم         | ۱۹ آبان ۱۴۰۳     | پاتریس کارترون           | ۲۸ آبان ۱۴۰۳     |
| ۲۰   | هوادار          | سیدمهدی رحمتی         | استعفا    | هفته سیزدهم      | ۱ دی ۱۴۰۳        | امیدرضا روانخواه         | ۴ دی ۱۴۰۳        |
| ۲۱   | پرسپولیس        | خوان کارلوس گاریدو    | اخراج     | هفته سیزدهم      | ۲ دی ۱۴۰۳        | کریم باقری (موقت)        | ۲ دی ۱۴۰۳        |
| ۲۲   | شمس‌آذر          | رضا مهاجری            | اخراج     | هفته پانزدهم     | ۲۱ دی ۱۴۰۳       | سیدمهدی رحمتی            | ۲۱ دی ۱۴۰۳       |
| ۲۳   | پرسپولیس        | کریم باقری            | موقت      | هفته هفدهم       | ۶ بهمن ۱۴۰۳      | اسماعیل کارتال           | ۶ بهمن ۱۴۰۳      |
| ۲۴   | نساجی           | ساکت الهامی           | استعفا    | هفته شانزدهم     | ۴ بهمن ۱۴۰۳      | مصطفی صداقت (موقت)       | ۶ بهمن ۱۴۰۳      |
| ۲۵   | استقلال         | پیتسو موسیمانه        | استعفا    | هفته هفدهم       | ۶ بهمن ۱۴۰۳      | سهراب بختیاری‌زاده (موقت) | ۹ بهمن ۱۴۰۳      |
| ۲۶   | نساجی           | مصطفی صداقت           | موقت      | هفته هفدهم       | ۶ بهمن ۱۴۰۳      | ساوو میلوشویچ            | ۹ بهمن ۱۴۰۳      |
| ۲۷   | مس رفسنجان      | مسعود شجاعی           | اخراج     | هفته هفدهم       | ۱۰ بهمن ۱۴۰۳     | سیروس پورموسوی           | ۱۰ بهمن ۱۴۰۳     |
| ۲۸   | استقلال         | سهراب بختیاری‌زاده     | استعفا    | هفته نوزدهم      | ۲ اسفند ۱۴۰۳     | محمد نوازی (موقت)        | ۴ اسفند ۱۴۰۳     |
| ۲۹   | استقلال خوزستان | میودراگ بوژوویچ       | فسخ قرداد | هفته بیستم       | ۷ اسفند ۱۴۰۳     | امیر خلیفه‌اصل (موقت)     | ۸ اسفند ۱۴۰۳     |
| ۳۰   | استقلال         | محمد نوازی            | موقت      | هفته نوزدهم      | ۷ اسفند ۱۴۰۳     | میودراگ بوژوویچ          | ۸ اسفند ۱۴۰۳     |
| ۳۱   | نساجی           | ساوو میلوشویچ         | استعفا    | هفته بیست وششم   | ۲۳ فروردین ۱۴۰۴  | ساکت الهامی              | ۲۳ فروردین ۱۴۰۴  |
| ۳۲   | استقلال         | میودراگ بوژوویچ       | اخراج     | هفته بیست و هفتم | ۳ اردیبهشت ۱۴۰۴  | مجتبی جباری              | ۳ اردیبهشت ۱۴۰۴  |
| ۳۳   | نساجی           | ساکت الهامی           | استعفا    | هفته بیست و هشتم | ۱۳ اردیبهشت ۱۴۰۴ | رضا مهاجری               | ۱۳ اردیبهشت ۱۴۰۴ |

### پراکندگی جغرافیایی تیم‌ها
| استان          | تعداد تیم‌ها | نام تیم‌ها                    |
| -------------- | ----------- | ---------------------------- |
| تهران          | ۳           | استقلال، پرسپولیس، هوادار    |
| خوزستان        | ۲           | استقلال خوزستان، فولاد اهواز |
| اصفهان         | ۲           | ذوب‌آهن اصفهان، سپاهان اصفهان |
| کرمان          | ۲           | گل‌گهر سیرجان، مس رفسنجان     |
| آذربایجان شرقی | ۱           | تراکتور تبریز                |
| قزوین          | ۱           | شمس‌آذرقزوین                  |
| گیلان          | ۱           | ملوان بندرانزلی              |
| مازندران       | ۱           | نساجی مازندران               |
| مرکزی          | ۱           | آلومینیوم اراک               |
| لرستان         | ۱           | خیبر خرم‌آباد                 |
| یزد            | ۱           | چادرملو اردکان               |

### ورزشگاه‌ها
| تختی                | نقش جهان              | یادگار امام            |
| ------------------- | --------------------- | ---------------------- |
| پرسپولیس            | سپاهان                | تراکتور                |
| ۳۰٬۱۲۲ نفر          | ۷۵٬۰۰۰ نفر            | ۷۰٬۰۰۰ نفر             |
|                     |                       |                        |
| غدیر اهواز          | شهدای فولاد خوزستان   | شهید نصیری             |
| استقلال خوزستان     | فولاد                 | چادرملو                |
| ۵۰٬۰۰۰ نفر          | ۳۰٬۶۵۵ نفر            | ۱۲٬۰۰۰ نفر             |
|                     |                       |                        |
| امام خمینی          | شهید وطنی             | فولادشهر               |
| آلومینیوم           | نساجی                 | ذوب‌آهن                 |
| ۲۲٬۰۰۰ نفر          | ۱۵٬۰۰۰ نفر            | ۱۵٬۰۰۰ نفر             |
|                     |                       |                        |
| سردار آزادگان       | شهدای صنعت مس رفسنجان | ورزشگاه شهدا (شهر قدس) |
| شمس آذر             | مس رفسنجان            | استقلال                |
| ۱۵٬۰۰۰ نفر          | ۱۰٬۰۰۰ نفر            | ۸٬۲۵۰ نفر              |
|                     |                       |                        |
| شهید سلیمانی سیرجان | سیروس قایقران         | تختی خرم‌آباد           |
| گل‌گهر               | ملوان                 | خیبر                   |
| ۸٬۰۰۰ نفر           | ۹٬۰۰۰ نفر             | ۱۵٬۰۰۰ نفر             |
|                     |                       |                        |
| شهید دستگردی        |                       |                        |
| هوادار              |                       |                        |
| ۸٬۲۵۰ نفر           |                       |                        |
|                     |                       |                        |

## جدول لیگ
| رتبه | تیم             | بازی | برد | مساوی | باخت | گل زده | گل خورده | گل تفاضل | امتیاز | صعود یا سقوط                            |
| ---- | --------------- | ---- | --- | ----- | ---- | ------ | -------- | -------- | ------ | --------------------------------------- |
| ۱    | تراکتور         | ۳۰   | ۲۱  | ۵     | ۴    | ۵۵     | ۱۷       | ۳۸+      | ۶۸     | صعود به مرحله گروهی لیگ نخبگان آسیا     |
| ۲    | سپاهان          | ۳۰   | ۱۶  | ۱۲    | ۲    | ۴۸     | ۲۱       | ۲۷+      | ۶۰     | صعود به مرحله مقدماتی لیگ نخبگان آسیا   |
| ۳    | پرسپولیس        | ۳۰   | ۱۸  | ۶     | ۶    | ۴۲     | ۲۰       | ۲۲+      | ۶۰     |                                         |
| ۴    | فولاد           | ۳۰   | ۱۵  | ۸     | ۷    | ۳۶     | ۳۰       | ۶+       | ۵۳     |                                         |
| ۵    | گل‌گهر           | ۳۰   | ۱۲  | ۱۱    | ۷    | ۲۳     | ۱۶       | ۷+       | ۴۷     |                                         |
| ۶    | ذوب‌آهن          | ۳۰   | ۱۰  | ۱۲    | ۸    | ۳۲     | ۲۸       | ۴+       | ۴۲     |                                         |
| ۷    | ملوان           | ۳۰   | ۱۰  | ۹     | ۱۱   | ۳۳     | ۳۳       | ۰        | ۳۹     |                                         |
| ۸    | آلومینیوم اراک  | ۳۰   | ۷   | ۱۴    | ۹    | ۳۰     | ۳۱       | ۱−       | ۳۵     |                                         |
| ۹    | استقلال         | ۳۰   | ۷   | ۱۳    | ۱۰   | ۳۰     | ۳۳       | ۳−       | ۳۴     | صعود به مرحله گروهی لیگ قهرمانان آسیا ۲ |
| ۱۰   | چادرملو         | ۳۰   | ۸   | ۱۰    | ۱۲   | ۲۲     | ۲۸       | ۶−       | ۳۴     |                                         |
| ۱۱   | خیبر            | ۳۰   | ۸   | ۹     | ۱۳   | ۲۴     | ۳۱       | ۷−       | ۳۳     |                                         |
| ۱۲   | استقلال خوزستان | ۳۰   | ۶   | ۱۳    | ۱۱   | ۱۹     | ۳۰       | ۱۱−      | ۳۱     |                                         |
| ۱۳   | شمس آذر         | ۳۰   | ۷   | ۸     | ۱۵   | ۲۳     | ۴۱       | ۱۸−      | ۲۹     |                                         |
| ۱۴   | مس رفسنجان      | ۳۰   | ۶   | ۱۰    | ۱۴   | ۲۴     | ۳۸       | ۱۴−      | ۲۸     |                                         |
| ۱۵   | نساجی           | ۳۰   | ۳   | ۱۴    | ۱۳   | ۱۵     | ۲۸       | ۱۳−      | ۲۳     | سقوط به لیگ آزادگان ۰۵–۱۴۰۴             |
| ۱۶   | هوادار          | ۳۰   | ۴   | ۱۰    | ۱۶   | ۱۷     | ۴۸       | ۳۱−      | ۲۲     | سقوط به لیگ آزادگان ۰۵–۱۴۰۴             |

1. ↑  با قهرمانی در جام حذفی به مرحله گروهی لیگ قهرمانان آسیا ۲ راه یافت.

| قهرمان لیگ برتر ایران ۰۴–۱۴۰۳ |
| ----------------------------- |
| تراکتور                       |
| نخستین قهرمانی                |

## مجموع نتایج
| میزبان ╲ میهمان | آ.اراک | است | اس.خ | پرس | تراک | چاد | خیب | ذوب | سپا | شمس | فول | گل‌گ | مس.ر | ملو | نسا | هوا |
| آلومینیوم اراک  |        | ۱–۱ | ۱–۱  | ۱–۱ | ۰–۱  | ۰–۰ | ۱–۰ | ۲–۰ | ۱–۱ | ۳–۰ | ۴–۲ | ۰–۰ | ۰–۰  | ۱–۱ | ۱–۱ | ۰–۰ |
| استقلال         | ۵–۱    |     | ۲–۰  | ۰–۱ | ۰–۲  | ۰–۰ | ۱–۱ | ۰–۳ | ۱–۱ | ۰–۱ | ۰–۱ | ۰–۰ | ۱–۰  | ۲–۲ | ۱–۰ | ۲–۲ |
| استقلال خوزستان | ۰–۰    | ۱–۰ |      | ۱–۰ | ۱–۳  | ۱–۱ | ۰–۰ | ۰–۰ | ۰–۱ | ۱–۰ | ۰–۰ | ۱–۱ | ۳–۲  | ۱–۲ | ۲–۰ | ۰–۰ |
| پرسپولیس        | ۲–۰    | ۲–۱ | ۰–۰  |     | ۲–۰  | ۱–۰ | ۲–۱ | ۱–۱ | ۰–۲ | ۲–۰ | ۲–۰ | ۱–۰ | ۱–۳  | ۲–۰ | ۰–۱ | ۲–۰ |
| تراکتور         | ۲–۰    | ۲–۱ | ۳–۰  | ۱–۱ |      | ۱–۰ | ۱–۰ | ۰–۱ | ۰–۰ | ۰–۱ | ۱–۲ | ۲–۱ | ۵–۱  | ۳–۰ | ۳–۳ | ۴–۰ |
| چادرملو اردکان  | ۱–۱    | ۰–۰ | ۳–۰  | ۰–۱ | ۲–۲  |     | ۱–۰ | ۱–۰ | ۱–۲ | ۱–۱ | ۱–۱ | ۰–۱ | ۱–۰  | ۱–۰ | ۱–۰ | ۱–۲ |
| خیبر خرم‌آباد    | ۱–۰    | ۳–۱ | ۱–۰  | ۱–۲ | ۱–۲  | ۲–۰ |     | ۱–۱ | ۱–۲ | ۰–۰ | ۲–۰ | ۰–۰ | ۱–۲  | ۱–۳ | ۱–۰ | ۲–۰ |
| ذوب‌آهن          | ۰–۴    | ۱–۱ | ۱–۰  | ۰–۰ | ۰–۱  | ۰–۱ | ۲–۲ |     | ۱–۱ | ۳–۰ | ۳–۰ | ۰–۲ | ۲–۱  | ۱–۰ | ۰–۰ | ۰–۰ |
| سپاهان          | ۱–۰    | ۳–۱ | ۱–۱  | ۲–۱ | ۰–۱  | ۳–۱ | ۲–۰ | ۴–۱ |     | ۱–۰ | ۲–۰ | ۱–۲ | ۱–۰  | ۱–۰ | ۱–۱ | ۵–۰ |
| شمس آذر         | ۱–۳    | ۱–۲ | ۲–۲  | ۳–۲ | ۰–۴  | ۱–۱ | ۲–۰ | ۱–۱ | ۱–۱ |     | ۰–۳ | ۰–۱ | ۳–۱  | ۰–۱ | ۰–۰ | ۱–۱ |
| فولاد           | ۲–۰    | ۰–۲ | ۲–۱  | ۱–۱ | ۱–۲  | ۲–۱ | ۱–۱ | ۱–۰ | ۲–۲ | ۱–۰ |     | ۱–۱ | ۰–۰  | ۲–۱ | ۱–۰ | ۳–۰ |
| گل‌گهر سیرجان    | ۰–۰    | ۱–۱ | ۲–۰  | ۰–۱ | ۰–۲  | ۲–۰ | ۲–۰ | ۰–۲ | ۱–۱ | ۱–۰ | ۰–۱ |     | ۰–۰  | ۱–۰ | ۲–۱ | ۰–۰ |
| مس رفسنجان      | ۳–۱    | ۰–۰ | ۰–۰  | ۰–۳ | ۰–۲  | ۱–۰ | ۰–۰ | ۱–۲ | ۰–۳ | ۰–۱ | ۲–۳ | ۰–۰ |      | ۱–۱ | ۰–۰ | ۱–۱ |
| ملوان           | ۱–۱    | ۰–۰ | ۱–۰  | ۱–۲ | ۰–۲  | ۳–۱ | ۳–۰ | ۳–۳ | ۱–۱ | ۲–۰ | ۱–۱ | ۱–۰ | ۳–۰  |     | ۱–۰ | ۰–۲ |
| نساجی           | ۱–۲    | ۲–۲ | ۰–۰  | ۰–۱ | ۱–۱  | ۰–۰ | ۰–۰ | ۰–۳ | ۱–۱ | ۱–۰ | ۰–۱ | ۰–۱ | ۰–۱  | ۱–۱ |     | ۰–۰ |
| هوادار          | ۲–۱    | ۱–۲ | ۰–۱  | ۰–۵ | ۰–۴  | ۰–۱ | ۰–۱ | ۰–۰ | ۱–۱ | ۲–۳ | ۰–۱ | ۰–۱ | ۰–۴  | ۲–۰ | ۰–۱ |     |

تاریخ بروز رسانی ۲۵ اردیبهشت ۱۴۰۴
منبع: IPL Stats 
 سازمان لیگ فوتبال ایران
۱تیمهای میزبان در جدول عمودی و میهمان در جدول افقی.
رنگ ها: آبی = برد در خانه خود; زرد = مساوی; قرمز = باخت در خانه خود.

| راهنمایی رنگ‌ها | راهنمایی رنگ‌ها      |
| افقی           | عمودی               |
| -------------- | ------------------- |
| برد در خانه    | شکست خارج از خانه   |
| مساوی          |                     |
| باخت در خانه   | پیروزی خارج از خانه |

## روند باشگاه در فصل
| W   | پیروزی  |
| D   | مساوی   |
| L   | شکست    |
| B   | استراحت |
| W/O | تعویق   |

| تیم / دوره      | ۰۱ | ۰۲ | ۰۳ | ۰۴ | ۰۵ | ۰۶ | ۰۷ | ۰۸ | ۰۹ | ۱۰ | ۱۱ | ۱۲ | ۱۳ | ۱۴ | ۱۵ | ۱۶ | ۱۷ | ۱۸ | ۱۹ | ۲۰ | ۲۱ | ۲۲ | ۲۳ | ۲۴ | ۲۵ | ۲۶ | ۲۷ | ۲۸ | ۲۹ | ۳۰ |
| --------------- | -- | -- | -- | -- | -- | -- | -- | -- | -- | -- | -- | -- | -- | -- | -- | -- | -- | -- | -- | -- | -- | -- | -- | -- | -- | -- | -- | -- | -- | -- |
| آلومینیوم اراک  | م  | م  | ش  | م  | ش  | پ  | پ  | پ  | ش  | ش  | م  | م  | م  | م  | پ  | م  | پ  | م  | ش  | م  | ش  | پ  | ش  | ش  | م  | م  | م  | ش  | م  | پ  |
| استقلال         | پ  | م  | ش  | پ  | م  | ش  | پ  | ش  | ش  | ش  | پ  | م  | م  | م  | م  | ش  | م  | پ  | م  | پ  | ش  | م  | م  | م  | ش  | ش  | م  | پ  | م  | ش  |
| استقلال خوزستان | م  | ش  | پ  | م  | م  | ش  | ش  | پ  | م  | پ  | پ  | م  | ش  | م  | ش  | م  | م  | ش  | پ  | ش  | ش  | م  | م  | پ  | م  | م  | ش  | م  | ش  | ش  |
| پرسپولیس        | م  | م  | پ  | پ  | پ  | پ  | پ  | پ  | پ  | ش  | ش  | ش  | ش  | پ  | پ  | م  | پ  | م  | پ  | م  | پ  | پ  | پ  | ش  | م  | پ  | ش  | پ  | پ  | پ  |
| تراکتور         | پ  | م  | پ  | ش  | پ  | پ  | ش  | پ  | پ  | پ  | پ  | پ  | ش  | م  | پ  | پ  | ش  | پ  | پ  | پ  | م  | پ  | پ  | پ  | پ  | م  | پ  | پ  | م  | پ  |
| چادرملو اردکان  | ش  | م  | ش  | پ  | م  | پ  | ش  | پ  | پ  | پ  | ش  | م  | ش  | م  | ش  | ش  | م  | پ  | م  | پ  | ش  | ش  | ش  | ش  | پ  | م  | م  | م  | م  | ش  |
| خیبر خرم‌آباد    | پ  | ش  | م  | م  | ش  | ش  | م  | ش  | پ  | ش  | ش  | م  | پ  | ش  | ش  | پ  | ش  | م  | پ  | ش  | پ  | ش  | پ  | م  | م  | ش  | پ  | م  | ش  | م  |
| ذوب‌آهن          | م  | م  | م  | پ  | م  | ش  | ش  | پ  | ش  | ش  | پ  | م  | پ  | پ  | م  | م  | م  | م  | ش  | ش  | پ  | ش  | م  | پ  | ش  | م  | پ  | م  | پ  | پ  |
| سپاهان          | پ  | پ  | پ  | پ  | م  | ش  | پ  | م  | م  | پ  | پ  | پ  | م  | پ  | م  | پ  | پ  | م  | م  | پ  | م  | م  | م  | پ  | م  | پ  | پ  | ش  | م  | پ  |
| شمس آذر         | ش  | م  | ش  | م  | ش  | م  | پ  | م  | ش  | پ  | ش  | ش  | پ  | ش  | ش  | پ  | م  | م  | ش  | ش  | ش  | پ  | پ  | پ  | م  | م  | ش  | ش  | ش  | ش  |
| فولاد           | پ  | م  | ش  | م  | پ  | پ  | پ  | ش  | م  | پ  | ش  | پ  | پ  | م  | پ  | پ  | پ  | م  | ش  | پ  | ش  | ش  | پ  | ش  | م  | پ  | پ  | م  | پ  | م  |
| گل‌گهر           | ش  | پ  | پ  | م  | م  | م  | م  | ش  | پ  | ش  | م  | م  | م  | پ  | پ  | پ  | م  | پ  | ش  | م  | پ  | پ  | ش  | ش  | م  | م  | م  | پ  | پ  | پ  |
| مس رفسنجان      | ش  | م  | پ  | ش  | م  | ش  | ش  | ش  | م  | پ  | ش  | م  | پ  | ش  | پ  | ش  | ش  | م  | م  | م  | پ  | ش  | م  | ش  | م  | ش  | پ  | ش  | ش  | م  |
| ملوان           | پ  | م  | پ  | ش  | پ  | پ  | م  | ش  | م  | ش  | پ  | ش  | ش  | م  | ش  | ش  | م  | ش  | م  | پ  | پ  | پ  | ش  | پ  | ش  | پ  | ش  | م  | م  | پ  |
| نساجی           | ش  | م  | ش  | ش  | م  | م  | م  | م  | م  | ش  | پ  | م  | پ  | م  | م  | ش  | ش  | ش  | م  | ش  | پ  | ش  | م  | ش  | م  | ش  | ش  | م  | م  | ش  |
| هوادار          | ش  | م  | ش  | م  | ش  | م  | ش  | م  | ش  | پ  | ش  | م  | ش  | ش  | ش  | ش  | م  | ش  | پ  | ش  | ش  | م  | ش  | پ  | پ  | م  | ش  | م  | م  | ش  |

منبع: IPL Stats

سازمان لیگ فوتبال ایران
تاریخ به‌روز‌رسانی:۲۵ اردیبهشت ۱۴۰۴
نکات آماری
- بیشترین برد: تراکتور با ۲۱ برد
- بیشترین برد پیاپی: پرسپولیس با ۷ برد پیاپی
- کمترین برد: نساجی با ۳ برد
- بیشترین مساوی: آلومینیوم و نساجی با ۱۴ مساوی
- بیشترین مساوی پیاپی: نساجی با ۵ مساوی پیاپی
- کمترین مساوی: تراکتور با ۵ مساوی
- بیشترین شکست: هوادار با ۱۶ شکست
- بیشترین شکست پیاپی: پرسپولیس و هوادار و چادرملو با ۴ شکست پیاپی
- کمترین شکست: سپاهان با ۲ شکست

## رتبه در هفته
| تیم ╲ دور       | 1         | 2  | 3  | 4  | 5  | 6  | 7  | 8  | 9  | 10 | 11 | 12 | 13 | 14 | 15 | 16 | 17 | 18 | 19 | 20 | 21 | 22 | 23 | 24 | 25 | 26 | 27 | 28 | 29 | 30 |   |
| --------------- | --------- | -- | -- | -- | -- | -- | -- | -- | -- | -- | -- | -- | -- | -- | -- | -- | -- | -- | -- | -- | -- | -- | -- | -- | -- | -- | -- | -- | -- | -- | - |
| تیم ╲ دور       | آلومینیوم | 9  | 9  | 12 | 13 | 13 | 10 | 7  | 6  | 8  | 9  | 9  | 9  | 10 | 11 | 7  | 7  | 6  | 6  | 6  | 8  | 10 | 7  | 7  | 8  | 9  | 9  | 8  | 11 | 10 | 8 |
| استقلال         | 3         | 3  | 6  | 10 | 9  | 11 | 8  | 11 | 12 | 10 | 8  | 8  | 9  | 10 | 10 | 11 | 11 | 9  | 9  | 7  | 9  | 10 | 9  | 9  | 12 | 12 | 11 | 8  | 8  | 9  |   |
| استقلال خوزستان | 10        | 15 | 10 | 8  | 8  | 9  | 13 | 10 | 9  | 7  | 7  | 7  | 8  | 9  | 11 | 9  | 9  | 11 | 10 | 11 | 12 | 11 | 12 | 10 | 10 | 10 | 12 | 12 | 12 | 12 |   |
| پرسپولیس        | 7         | 8  | 5  | 6  | 4  | 4  | 2  | 2  | 1  | 2  | 3  | 3  | 4  | 3  | 3  | 4  | 4  | 4  | 3  | 3  | 3  | 3  | 2  | 3  | 3  | 3  | 3  | 3  | 3  | 3  |   |
| تراکتور         | 2         | 2  | 2  | 2  | 2  | 1  | 5  | 5  | 3  | 3  | 1  | 1  | 1  | 2  | 1  | 1  | 2  | 2  | 1  | 1  | 1  | 1  | 1  | 1  | 1  | 1  | 1  | 1  | 1  | 1  |   |
| خیبر            | 5         | 7  | 7  | 7  | 11 | 13 | 11 | 13 | 11 | 13 | 14 | 13 | 14 | 14 | 14 | 12 | 13 | 13 | 12 | 12 | 11 | 12 | 11 | 11 | 11 | 13 | 10 | 10 | 11 | 11 |   |
| چادرملو         | 15        | 14 | 15 | 12 | 12 | 7  | 9  | 7  | 6  | 5  | 6  | 6  | 6  | 7  | 9  | 10 | 10 | 8  | 8  | 6  | 8  | 9  | 10 | 12 | 8  | 8  | 9  | 9  | 9  | 10 |   |
| ذوب‌آهن          | 8         | 10 | 11 | 5  | 7  | 8  | 10 | 8  | 10 | 12 | 11 | 11 | 7  | 5  | 6  | 6  | 7  | 7  | 7  | 10 | 7  | 8  | 8  | 7  | 7  | 7  | 7  | 7  | 6  | 6  |   |
| سپاهان          | 1         | 1  | 1  | 1  | 1  | 3  | 1  | 1  | 2  | 1  | 2  | 2  | 2  | 1  | 2  | 2  | 1  | 1  | 2  | 2  | 2  | 2  | 3  | 2  | 2  | 2  | 2  | 2  | 2  | 2  |   |
| شمس‌آذر          | 11        | 11 | 13 | 14 | 15 | 15 | 12 | 12 | 13 | 11 | 12 | 15 | 15 | 15 | 15 | 14 | 12 | 12 | 14 | 14 | 15 | 14 | 13 | 13 | 13 | 11 | 13 | 13 | 13 | 13 |   |
| فولاد           | 6         | 5  | 9  | 9  | 5  | 5  | 4  | 4  | 5  | 4  | 5  | 4  | 3  | 4  | 4  | 3  | 3  | 3  | 4  | 4  | 4  | 4  | 4  | 4  | 4  | 4  | 4  | 4  | 4  | 4  |   |
| گل‌گهر           | 13        | 6  | 4  | 4  | 6  | 6  | 6  | 9  | 7  | 8  | 10 | 10 | 11 | 8  | 5  | 5  | 5  | 5  | 5  | 5  | 5  | 5  | 5  | 5  | 5  | 5  | 5  | 5  | 5  | 5  |   |
| ملوان           | 4         | 4  | 3  | 3  | 3  | 2  | 3  | 3  | 4  | 6  | 4  | 5  | 5  | 6  | 8  | 8  | 8  | 10 | 11 | 9  | 6  | 6  | 6  | 6  | 6  | 6  | 6  | 6  | 7  | 7  |   |
| مس رفسنجان      | 16        | 16 | 8  | 11 | 10 | 12 | 14 | 14 | 14 | 14 | 15 | 14 | 13 | 13 | 12 | 13 | 14 | 14 | 13 | 13 | 13 | 13 | 14 | 14 | 14 | 14 | 14 | 14 | 14 | 14 |   |
| نساجی           | 14        | 12 | 14 | 16 | 14 | 14 | 15 | 15 | 15 | 16 | 13 | 12 | 12 | 12 | 13 | 15 | 15 | 15 | 15 | 15 | 14 | 15 | 15 | 15 | 15 | 15 | 15 | 15 | 15 | 15 |   |
| هوادار          | 12        | 13 | 16 | 15 | 16 | 16 | 16 | 16 | 16 | 15 | 16 | 16 | 16 | 16 | 16 | 16 | 16 | 16 | 16 | 16 | 16 | 16 | 16 | 16 | 16 | 16 | 16 | 16 | 16 | 16 |   |

| تیم      | تعداد هفته صدرنشینی | هفته‌های صدرنشینی                                    |
| -------- | ------------------- | --------------------------------------------------- |
| تراکتور  | ۱۸                  | ۶٬۱۱٬۱۲٬۱۳،۱۵،۱۶٬۱۹٬۲۰٬۲۱٬۲۲٬۲۳٬۲۴٬۲۵٬۲۶٬۲۷٬۲۸۲۹،۳۰ |
| سپاهان   | ۱۱                  | ۱٬۲٬۳٬۴٬۵٬۷٬۸٬۱۰٬۱۴٬۱۷٬۱۸                           |
| پرسپولیس | ۱                   | ۹                                                   |

## آمار لیگ

### گلزنان برتر
| گلزن              | تیم       | گل | پنالتی |
| ----------------- | --------- | -- | ------ |
| امیرحسین حسین‌زاده | تراکتور   | ۱۴ | ۰      |
| علی علیپور        | پرسپولیس  | ۱۲ | ۱      |
| رامین رضائیان     | استقلال   | ۱۰ | ۷      |
| مهدی لیموچی       | سپاهان    | ۹  | ۱      |
| محمدامین کاظمیان  | آلومینیوم | ۹  | ۳      |
| رضا غندی‌پور       | ملوان     | ۸  | ۰      |
| تومیسلاو اشترکالی | تراکتور   | ۸  | ۰      |
| مهدی هاشم‌نژاد     | تراکتور   | ۸  | ۰      |
| دوماگوی دروژدک    | تراکتور   | ۸  | ۰      |
| مجید علیاری       | ذوب‌آهن    | ۷  | ۱      |
| محمدمهدی محبی     | سپاهان    | ۷  | ۰      |
| محمدرضا سلیمانی   | فولاد     | ۷  | ۰      |
| هادی حبیبی‌نژاد    | چادرملو   | ۶  | ۰      |
| مهدی تیکدری       | گل گهر    | ۶  | ۰      |
| امید لطیفی        | ذوب‌آهن    | ۶  | ۰      |

تاریخ به روز رسانی: ۲۵ اردیبهشت ۱۴۰۴

### برترین پاسورها
| نام               | تیم            | پاس |
| ----------------- | -------------- | --- |
| مهدی ترابی        | تراکتور        | ۹   |
| مهدی هاشم‌نژاد     | تراکتور        | ۸   |
| علی‌اصغر اعرابی    | فولاد          | ۷   |
| محمدمهدی محبی     | سپاهان         | ۷   |
| سروش رفیعی        | پرسپولیس       | ۷   |
| محمد کریمی        | سپاهان         | ۶   |
| امیرحسین حسین‌زاده | تراکتور        | ۶   |
| عارف رستمی        | نساجی/خیبر     | ۶   |
| امین جهان‌کهن      | آلومینیوم اراک | ۶   |
| محمدمهدی لطفی     | آلومینیوم اراک | ۵   |
| ابوالفضل رزاق‌پور  | گل‌گهر          | ۵   |
| هادی حبیبی‌نژاد    | چادرملو        | ۵   |
| محسن آذرباد       | ذوب‌آهن         | ۵   |

تاریخ به روز رسانی: ۲۵ اردیبهشت ۱۴۰۴

### مجموع گل و پاس گل
| نام               | تیم             | گل و پاس |
| ----------------- | --------------- | -------- |
| امیرحسین حسین‌زاده | تراکتور         | ۲۰       |
| مهدی هاشم‌نژاد     | تراکتور         | ۱۶       |
| علی علیپور        | پرسپولیس        | ۱۴       |
| محمدمهدی محبی     | سپاهان          | ۱۴       |
| رامین رضائیان     | استقلال         | ۱۳       |
| مهدی ترابی        | تراکتور         | ۱۲       |
| علی‌اصغر اعرابی    | فولاد           | ۱۱       |
| محمدامین کاظمیان  | آلومینیوم       | ۱۱       |
| هادی حبیبی‌نژاد    | چادرملو         | ۱۱       |
| مهدی لیموچی       | سپاهان          | ۱۱       |
| محمد کریمی        | سپاهان          | ۱۱       |
| مجید علیاری       | ذوب‌آهن          | ۱۰       |
| رضا غندی‌پور       | ملوان           | ۱۰       |
| دوماگوی دروژدک    | تراکتور         | ۱۰       |
| تومیسلاو اشترکالی | تراکتور         | ۹        |
| تیوی بیفوما       | استقلال خوزستان | ۹        |
| محسن آذرباد       | ذوب‌آهن          | ۹        |
| سروش رفیعی        | پرسپولیس        | ۹        |

تاریخ به روز رسانی: ۲۵ اردیبهشت ۱۴۰۴

### هت تریک‌ها
| بازیکن      | برای     | در برابر | نتیجه | تاریخ      |
| ----------- | -------- | -------- | ----- | ---------- |
| مهدی لیموچی | سپاهان   | هوادار   | ۰–۵   | ۷ دی ۱۴۰۳  |
| علی علیپور  | پرسپولیس | هوادار   | ۰–۵   | ۱۲ دی ۱۴۰۳ |

### کارت زرد
| نام             | تیم             | کارت زرد |
| --------------- | --------------- | -------- |
| حامد لک         | مس رفسنجان      | ۱۱       |
| تیوی بیفوما     | استقلال خوزستان | ۹        |
| امیرمحمد هوشمند | نساجی           | ۸        |
| نیما انتظاری    | ملوان           | ۸        |
| محمود مطلق‌زاده  | استقلال خوزستان | ۷        |
| محمد کریمی      | سپاهان          | ۷        |
| الکسیس گندوز    | پرسپولیس        | ۷        |
| صالح حردانی     | استقلال/سپاهان  | ۷        |
| عارف حاجی‌عیدی   | آلومینیوم       | ۷        |
| میثم تیموری     | مس رفسنجان      | ۷        |
| علی نعمتی       | فولاد           | ۷        |
| فرید امیری      | خیبر            | ۷        |
| سینا خادم‌پور    | خیبر            | ۷        |
| حسین ابرقویی    | خیبر            | ۷        |
| ادسون ماردن     | چادرملو         | ۷        |
| سعید کریمی      | ملوان           | ۷        |
| صائب محبی       | هوادار          | ۷        |

تاریخ به روز رسانی: ۲۵ اردیبهشت ۱۴۰۴

### کارت قرمز
| نام              | تیم             | کارت قرمز |
| ---------------- | --------------- | --------- |
| سیامک نعمتی      | نساجی           | ۳         |
| الکساندر مرکل    | نساجی           | ۳         |
| محمد آبشک        | استقلال خوزستان | ۲         |
| ایگور پوستونیسکی | تراکتور         | ۲         |
| محمد خدابنده‌لو   | پرسپولیس        | ۲         |

تاریخ به روز رسانی: ۲۵ اردیبهشت ۱۴۰۴

### پنالتی‌ها
| پنالتی به سود  | تعداد | گل شده | گل نشده |
| -------------- | ----- | ------ | ------- |
| استقلال        | ۸     | ۸      | ۰       |
| ملوان          | ۸     | ۶      | ۲       |
| سپاهان         | ۷     | ۶      | ۱       |
| نساجی          | ۶     | ۲      | ۴       |
| خیبر خرم‌آباد   | ۵     | ۵      | ۰       |
| شمس آذر        | ۵     | ۴      | ۱       |
| پرسپولیس       | ۵     | ۴      | ۱       |
| آلومینیوم اراک | ۵     | ۴      | ۱       |
| هوادار         | ۴     | ۲      | ۲       |
| فولاد          | ۴     | ۲      | ۲       |
| ذوب‌آهن         | ۳     | ۳      | ۰       |
| چادرملو        | ۳     | ۲      | ۱       |
| مس رفسنجان     | ۳     | ۲      | ۱       |
| تراکتور        | ۱     | ۱      | ۰       |
| گل‌گهر          | ۱     | ۰      | ۱       |
| استقلال خ      | ۱     | ۰      | ۱       |

| پنالتی به ضرر  | تعداد | گل شده | گل نشده |
| -------------- | ----- | ------ | ------- |
| مس رفسنجان     | ۸     | ۴      | ۴       |
| استقلال        | ۷     | ۵      | ۲       |
| ملوان          | ۷     | ۶      | ۱       |
| استقلال خ      | ۶     | ۴      | ۲       |
| چادرملو        | ۶     | ۵      | ۱       |
| نساجی          | ۶     | ۵      | ۱       |
| سپاهان         | ۴     | ۲      | ۲       |
| خیبر خرم‌آباد   | ۴     | ۳      | ۱       |
| تراکتور        | ۴     | ۳      | ۱       |
| آلومینیوم اراک | ۴     | ۴      | ۰       |
| شمس آذر        | ۴     | ۴      | ۰       |
| فولاد          | ۳     | ۲      | ۱       |
| هوادار         | ۲     | ۱      | ۱       |
| گل‌گهر          | ۲     | ۲      | ۰       |
| پرسپولیس       | ۱     | ۰      | ۱       |
| ذوب‌آهن         | ۰     | ۰      | ۰       |

تاریخ به روز رسانی:۲۶ اردیبهشت ۱۴۰۴

## کلین شیت‌ها

### کلین شیت براساس تیم‌ها
| تیم‌ها / هفته‌ها | جمع | ۱ | ۲ | ۳ | ۴ | ۵ | ۶ | ۷ | ۸ | ۹ | ۱۰ | ۱۱ | ۱۲ | ۱۳ | ۱۴ | ۱۵ | ۱۶ | ۱۷ | ۱۸ | ۱۹ | ۲۰ | ۲۱ | ۲۲ | ۲۳ | ۲۴ | ۲۵ | ۲۶ | ۲۷ | ۲۸ | ۲۹ | ۳۰ |
| -------------- | --- | - | - | - | - | - | - | - | - | - | -- | -- | -- | -- | -- | -- | -- | -- | -- | -- | -- | -- | -- | -- | -- | -- | -- | -- | -- | -- | -- |
| تراکتور        | ۱۶  | ✔ | N | ✔ | N | N | ✔ | N | ✔ | ✔ | ✔  | ✔  | ✔  | N  | N  | ✔  | N  | N  | ✔  | ✔  | ✔  | ✔  | N  | N  | ✔  | N  | N  | ✔  | ✔  | N  | N  |
| پرسپولیس       | ۱۶  | N | N | ✔ | ✔ | ✔ | ✔ | ✔ | N | ✔ | N  | N  | N  | N  | N  | ✔  | ✔  | ✔  | N  | ✔  | N  | N  | ✔  | ✔  | N  | ✔  | ✔  | N  | ✔  | N  | ✔  |
| گل‌گهر          | ۱۶  | N | ✔ | ✔ | N | ✔ | ✔ | ✔ | N | ✔ | N  | ✔  | ✔  | N  | ✔  | ✔  | N  | N  | N  | N  | ✔  | ✔  | ✔  | N  | N  | N  | ✔  | N  | N  | ✔  | ✔  |
| ذوب‌آهن         | ۱۳  | N | ✔ | N | ✔ | N | N | N | ✔ | N | N  | ✔  | ✔  | ✔  | N  | ✔  | ✔  | ✔  | N  | N  | N  | ✔  | N  | N  | ✔  | N  | N  | ✔  | N  | N  | ✔  |
| فولاد          | ۱۲  | ✔ | ✔ | N | N | ✔ | ✔ | N | N | N | ✔  | N  | ✔  | N  | ✔  | N  | ✔  | N  | N  | N  | ✔  | N  | N  | ✔  | N  | N  | ✔  | ✔  | N  | N  | N  |
| استقلال.خ      | ۱۲  | ✔ | N | ✔ | N | N | N | N | N | ✔ | ✔  | ✔  | ✔  | N  | ✔  | N  | N  | N  | N  | ✔  | N  | N  | N  | ✔  | ✔  | ✔  | N  | N  | ✔  | N  | N  |
| چادرملو        | ۱۲  | N | N | N | ✔ | N | ✔ | N | ✔ | ✔ | ✔  | N  | N  | N  | ✔  | N  | N  | N  | ✔  | ✔  | ✔  | N  | N  | N  | N  | ✔  | N  | ✔  | N  | ✔  | N  |
| خیبر           | ۱۲  | ✔ | N | N | N | N | N | ✔ | N | N | N  | N  | ✔  | ✔  | N  | N  | ✔  | N  | N  | ✔  | N  | ✔  | N  | ✔  | N  | ✔  | N  | ✔  | ✔  | N  | ✔  |
| سپاهان         | ۱۱  | N | N | ✔ | ✔ | N | N | ✔ | N | N | ✔  | ✔  | N  | N  | ✔  | N  | N  | ✔  | N  | N  | N  | ✔  | N  | N  | ✔  | N  | ✔  | ✔  | N  | N  | N  |
| مس.رف          | ۱۱  | N | ✔ | N | N | ✔ | N | N | N | N | ✔  | N  | N  | N  | N  | N  | N  | N  | ✔  | ✔  | ✔  | ✔  | N  | ✔  | N  | ✔  | N  | ✔  | N  | N  | ✔  |
| نساجی          | ۹   | N | N | N | N | N | ✔ | N | N | ✔ | N  | ✔  | ✔  | ✔  | N  | ✔  | N  | N  | N  | ✔  | N  | ✔  | N  | N  | N  | ✔  | N  | N  | N  | N  | N  |
| آلومینیوم      | ۹   | ✔ | N | N | ✔ | N | ✔ | ✔ | N | N | N  | ✔  | N  | N  | N  | ✔  | N  | N  | ✔  | N  | N  | N  | ✔  | N  | N  | N  | N  | ✔  | N  | N  | N  |
| استقلال        | ۹   | N | N | N | ✔ | N | N | N | N | N | N  | ✔  | ✔  | N  | ✔  | N  | N  | ✔  | ✔  | ✔  | ✔  | N  | N  | N  | N  | N  | N  | N  | N  | ✔  | N  |
| ملوان          | ۷   | ✔ | N | N | N | ✔ | ✔ | N | N | N | N  | N  | N  | N  | N  | N  | N  | ✔  | N  | N  | ✔  | N  | ✔  | N  | ✔  | ✔  | ✔  | N  | N  | N  | N  |
| هوادار         | ۶   | N | ✔ | N | ✔ | N | ✔ | N | N | N | ✔  | N  | N  | N  | N  | N  | N  | ✔  | N  | N  | N  | N  | N  | N  | N  | ✔  | N  | N  | N  | N  | N  |
| شمس‌آذر         | ۶   | N | N | N | N | N | ✔ | ✔ | N | N | ✔  | N  | N  | ✔  | N  | N  | ✔  | N  | N  | N  | N  | N  | N  | N  | N  | ✔  | N  | N  | N  | N  | N  |

| راهنمایی خانه‌ها                    | نماد |
| ---------------------------------- | ---- |
| کلین‌شیت در هفته                    | ✔    |
| عدم کلین‌شیت در هفته                | N    |
| تعویق                              | T    |
| مجموع کلین‌شیت هر باشگاه در طول فصل |      |

نکات آماری :
- بیشترین کلین‌شیت: تراکتور و پرسپولیس و گل‌گهر با ۱۶ کلین‌شیت
- کمترین کلین‌شیت: شمس‌آذر و هوادار با ۶ کلین‌شیت
- بیشترین کلین‌شیت پیاپی: پرسپولیس و تراکتور با کلین شیت در ۵ هفته متوالی (رنگ سبز در جدول)
- بیشترین عدم کلین‌شیت پیاپی:ملوان با عدم کلین‌شیت در ۱۰ هفته متوالی (رنگ صورتی در جدول)

تاریخ به روز رسانی: ۲۵ اردیبهشت ۱۴۰۴

### کلین شیت براساس دروازه‌بان
| #  | دروازه‌بان           | باشگاه          | بازی | کلین‌شیت | گل خورده | درصد | مهار پنالتی |
| -- | ------------------- | --------------- | ---- | ------- | -------- | ---- | ----------- |
| ۱  | علیرضا بیرانوند     | تراکتور         | ۲۹   | ۱۶      | ۱۸       | ۵۵٪  | ۱           |
| ۲  | محمدرضا اخباری      | گل‌گهر           | ۲۶   | ۱۴      | ۱۲       | ۵۴٪  | ۰           |
| ۳  | الکسیس گندوز        | پرسپولیس        | ۲۷   | ۱۴      | ۱۹       | ۵۲٪  | ۰           |
| ۴  | پارسا جعفری         | ذوب‌آهن          | ۲۵   | ۱۲      | ۱۸       | ۴۸٪  | ۰           |
| ۵  | اتکیر یوسفوف        | فولاد           | ۲۹   | ۱۲      | ۲۸       | ۴۱٪  | ۱           |
| ۶  | ادسون ماردن         | چادرملو اردکان  | ۲۵   | ۱۱      | ۲۲       | ۴۴٪  | ۱           |
| ۷  | احمد گوهری          | استقلال خوزستان | ۲۷   | ۱۱      | ۲۳       | ۴۱٪  | ۱           |
| ۸  | لوآن پولی           | نساجی           | ۲۸   | ۱۱      | ۲۴       | ۳۹٪  | ۰           |
| ۹  | حامد لک             | مس رفسنجان      | ۲۸   | ۱۰      | ۳۷       | ۳۶٪  | ۳           |
| ۱۰ | محمد خلیفه          | آلومینیوم       | ۲۹   | ۱۰      | ۲۹       | ۳۴٪  | ۰           |
| ۱۱ | پیام نیازمند        | سپاهان          | ۲۶   | ۹       | ۱۹       | ۳۵٪  | ۲           |
| ۱۲ | حسین حسینی          | استقلال         | ۲۷   | ۸       | ۲۶       | ۳۰٪  | ۲           |
| ۱۳ | حبیب فرعباسی        | ملوان           | ۲۸   | ۸       | ۲۹       | ۲۹٪  | ۱           |
| ۱۴ | محمدصادق نادرپور    | خیبر خرم‌آباد    | ۶    | ۴       | ۳        | ۶۷٪  | ۰           |
| ۱۵ | محمدرضا دیناروند    | خیبر خرم‌آباد    | ۷    | ۴       | ۶        | ۵۷٪  | ۰           |
| ۱۶ | فرزین گروسیان       | گل‌گهر           | ۴    | ۳       | ۱        | ۷۵٪  | ۰           |
| ۱۷ | محمدامین رضایی      | شمس‌آذر          | ۱۱   | ۳       | ۱۴       | ۲۷٪  | ۰           |
| ۱۸ | آرشا شکوری          | هوادار          | ۱۲   | ۳       | ۱۹       | ۲۵٪  | ۰           |
| ۱۹ | تونی باتیستا        | خیبر خرم‌آباد    | ۱۵   | ۳       | ۲۰       | ۲۰٪  | ۰           |
| ۲۰ | امیررضا رفیعی       | پرسپولیس        | ۳    | ۲       | ۱        | ۶۷٪  | ۰           |
| ۲۱ | نیما میرزازاد       | سپاهان          | ۴    | ۲       | ۲        | ۵۰٪  | ۰           |
| ۲۲ | محمدحسین اکبر منادی | هوادار          | ۸    | ۲       | ۱۰       | ۲۵٪  | ۰           |
| ۲۳ | محمدجواد کیا        | هوادار          | ۱۰   | ۲       | ۱۳       | ۲۰٪  | ۰           |
| ۲۴ | محسن فروزان         | شمس‌آذر          | ۱۳   | ۲       | ۱۲       | ۱۵٪  | ۰           |
| ۲۵ | علیرضا حقیقی        | خیبر خرم‌آباد    | ۲    | ۱       | ۲        | ۵۰٪  | ۰           |
| ۲۶ | حسن پورحمیدی        | استقلال خوزستان | ۲    | ۱       | ۲        | ۵۰٪  | ۰           |
| ۲۷ | پیام پارسا          | مس رفسنجان      | ۲    | ۱       | ۱        | ۵۰٪  | ۰           |
| ۲۸ | محمدرضا خالدآبادی   | استقلال         | ۳    | ۱       | ۶        | ۳۳٪  | ۰           |
| ۲۹ | حجت صدقی            | چادرملو اردکان  | ۵    | ۱       | ۶        | ۲۰٪  | ۰           |
| ۳۰ | داوود نوشی صوفیانی  | ذوب‌آهن          | ۵    | ۱       | ۸        | ۲۰٪  | ۰           |
| ۳۱ | امید امیری          | شمس‌آذر          | ۶    | ۱       | ۱۴       | ۱۷٪  | ۱           |
| ۳۲ | علیرضا جعفرپور      | ملوان           | ۱    | ۰       | ۱        | ۰٪   | ۰           |
| ۳۳ | حسین پورحمیدی       | تراکتور         | ۱    | ۰       | ۱        | ۰٪   | ۰           |
| ۳۴ | احسان مرادیان       | آلومینیوم       | ۱    | ۰       | ۲        | ۰٪   |             |
| ۳۵ | افشار صداقت         | ملوان           | ۱    | ۰       | ۲        | ۰٪   | ۰           |
| ۳۶ | ادیب زارعی          | فولاد           | ۱    | ۰       | ۲        | ۰٪   | ۰           |
| ۳۷ | حسن پورحمیدی        | استقلال خوزستان | ۱    | ۰       | ۳        | ۰٪   |             |
| ۳۸ | علیرضا رضایی        | نساجی           | ۳    | ۰       | ۴        | ۰٪   | ۰           |

تاریخ به روز رسانی:۲۵ اردیبهشت ۱۴۰۴

## بررسی گلزنی تیم‌ها در هر هفته از مسابقات
| تیم‌ها / هفته‌ها | جمع | ۱               | ۲               | ۳               | ۴               | ۵               | ۶               | ۷               | ۸               | ۹               | ۱۰              | ۱۱              | ۱۲              | ۱۳              | ۱۴              | ۱۵              | ۱۶              | ۱۷              | ۱۸              | ۱۹              | ۲۰              | ۲۱              | ۲۲              | ۲۳              | ۲۴              | ۲۵              | ۲۶              | ۲۷              | ۲۸              | ۲۹              | ۳۰              |
| -------------- | --- | --------------- | --------------- | --------------- | --------------- | --------------- | --------------- | --------------- | --------------- | --------------- | --------------- | --------------- | --------------- | --------------- | --------------- | --------------- | --------------- | --------------- | --------------- | --------------- | --------------- | --------------- | --------------- | --------------- | --------------- | --------------- | --------------- | --------------- | --------------- | --------------- | --------------- |
| سپاهان         | ۲۸  |                 |                 |                 |                 |                 | گل نزدن در هفته |                 |                 |                 |                 |                 |                 |                 |                 |                 |                 |                 |                 |                 |                 | گل نزدن در هفته |                 |                 |                 |                 |                 |                 |                 |                 |                 |
| تراکتور        | ۲۶  |                 |                 |                 | گل نزدن در هفته |                 |                 |                 |                 |                 |                 |                 |                 | گل نزدن در هفته |                 |                 |                 | گل نزدن در هفته |                 |                 |                 | گل نزدن در هفته |                 |                 |                 |                 |                 |                 |                 |                 |                 |
| پرسپولیس       | ۲۶  |                 |                 |                 |                 |                 |                 |                 |                 |                 | گل نزدن در هفته | گل نزدن در هفته |                 |                 |                 |                 | گل نزدن در هفته |                 |                 |                 |                 |                 |                 |                 |                 |                 |                 | گل نزدن در هفته |                 |                 |                 |
| فولاد          | ۲۳  |                 | گل نزدن در هفته | گل نزدن در هفته |                 |                 |                 |                 |                 |                 |                 | گل نزدن در هفته |                 |                 | گل نزدن در هفته |                 |                 |                 |                 | گل نزدن در هفته |                 | گل نزدن در هفته |                 |                 | گل نزدن در هفته |                 |                 |                 |                 |                 |                 |
| ملوان          | ۲۰  |                 |                 |                 | گل نزدن در هفته |                 |                 |                 |                 |                 | گل نزدن در هفته |                 | گل نزدن در هفته | گل نزدن در هفته |                 |                 | گل نزدن در هفته | گل نزدن در هفته | گل نزدن در هفته |                 |                 |                 |                 | گل نزدن در هفته |                 | گل نزدن در هفته |                 | گل نزدن در هفته |                 |                 |                 |
| استقلال        | ۱۹  |                 |                 | گل نزدن در هفته |                 |                 | گل نزدن در هفته |                 | گل نزدن در هفته |                 | گل نزدن در هفته |                 | گل نزدن در هفته |                 | گل نزدن در هفته |                 | گل نزدن در هفته | گل نزدن در هفته |                 | گل نزدن در هفته |                 |                 |                 |                 |                 |                 | گل نزدن در هفته |                 |                 | گل نزدن در هفته |                 |
| چادرملو        | ۱۸  |                 |                 |                 |                 |                 |                 | گل نزدن در هفته |                 |                 |                 | گل نزدن در هفته |                 |                 | گل نزدن در هفته | گل نزدن در هفته |                 |                 |                 | گل نزدن در هفته |                 | گل نزدن در هفته | گل نزدن در هفته | گل نزدن در هفته |                 |                 |                 | گل نزدن در هفته |                 | گل نزدن در هفته | گل نزدن در هفته |
| خیبر           | ۱۸  |                 |                 |                 |                 |                 | گل نزدن در هفته | گل نزدن در هفته | گل نزدن در هفته |                 | گل نزدن در هفته |                 | گل نزدن در هفته |                 |                 |                 |                 | گل نزدن در هفته |                 |                 | گل نزدن در هفته |                 | گل نزدن در هفته |                 |                 | گل نزدن در هفته | گل نزدن در هفته |                 | گل نزدن در هفته |                 | گل نزدن در هفته |
| ذوب‌آهن         | ۱۸  |                 | گل نزدن در هفته |                 |                 |                 | گل نزدن در هفته | گل نزدن در هفته |                 | گل نزدن در هفته | گل نزدن در هفته |                 | گل نزدن در هفته |                 |                 | گل نزدن در هفته | گل نزدن در هفته | گل نزدن در هفته |                 | گل نزدن در هفته |                 |                 | گل نزدن در هفته |                 |                 | گل نزدن در هفته |                 |                 |                 |                 |                 |
| آلومینیوم      | ۱۸  | گل نزدن در هفته |                 |                 | گل نزدن در هفته | گل نزدن در هفته |                 |                 |                 | گل نزدن در هفته | گل نزدن در هفته | گل نزدن در هفته |                 |                 |                 |                 |                 |                 | گل نزدن در هفته |                 |                 | گل نزدن در هفته |                 | گل نزدن در هفته | گل نزدن در هفته |                 | گل نزدن در هفته | گل نزدن در هفته |                 |                 |                 |
| گل‌گهر          | ۱۷  | گل نزدن در هفته |                 |                 | گل نزدن در هفته | گل نزدن در هفته | گل نزدن در هفته | گل نزدن در هفته | گل نزدن در هفته |                 | گل نزدن در هفته | گل نزدن در هفته | گل نزدن در هفته |                 |                 |                 |                 |                 |                 | گل نزدن در هفته | گل نزدن در هفته |                 |                 |                 | گل نزدن در هفته |                 | گل نزدن در هفته |                 |                 |                 |                 |
| شمس‌آذر         | ۱۵  |                 |                 | گل نزدن در هفته |                 | گل نزدن در هفته | گل نزدن در هفته |                 |                 | گل نزدن در هفته |                 | گل نزدن در هفته | گل نزدن در هفته |                 | گل نزدن در هفته | گل نزدن در هفته |                 |                 |                 | گل نزدن در هفته | گل نزدن در هفته | گل نزدن در هفته |                 |                 |                 | گل نزدن در هفته |                 | گل نزدن در هفته | گل نزدن در هفته | گل نزدن در هفته |                 |
| استقلال.خ      | ۱۴  | گل نزدن در هفته | گل نزدن در هفته |                 |                 |                 | گل نزدن در هفته | گل نزدن در هفته |                 | گل نزدن در هفته |                 |                 | گل نزدن در هفته | گل نزدن در هفته | گل نزدن در هفته | گل نزدن در هفته |                 |                 | گل نزدن در هفته |                 | گل نزدن در هفته |                 |                 | گل نزدن در هفته |                 | گل نزدن در هفته |                 | گل نزدن در هفته | گل نزدن در هفته |                 |                 |
| مس.رف          | ۱۴  | گل نزدن در هفته | گل نزدن در هفته |                 | گل نزدن در هفته | گل نزدن در هفته | گل نزدن در هفته | گل نزدن در هفته |                 |                 |                 | گل نزدن در هفته |                 |                 |                 |                 |                 |                 | گل نزدن در هفته | گل نزدن در هفته | گل نزدن در هفته |                 |                 | گل نزدن در هفته | گل نزدن در هفته | گل نزدن در هفته | گل نزدن در هفته |                 | گل نزدن در هفته |                 | گل نزدن در هفته |
| نساجی          | ۱۲  | گل نزدن در هفته |                 | گل نزدن در هفته | گل نزدن در هفته |                 | گل نزدن در هفته |                 |                 | گل نزدن در هفته | گل نزدن در هفته |                 | گل نزدن در هفته |                 |                 | گل نزدن در هفته | گل نزدن در هفته |                 |                 | گل نزدن در هفته | گل نزدن در هفته |                 | گل نزدن در هفته |                 | گل نزدن در هفته | گل نزدن در هفته | گل نزدن در هفته | گل نزدن در هفته | گل نزدن در هفته |                 | گل نزدن در هفته |
| هوادار         | ۱۱  | گل نزدن در هفته | گل نزدن در هفته | گل نزدن در هفته | گل نزدن در هفته | گل نزدن در هفته | گل نزدن در هفته |                 |                 | گل نزدن در هفته |                 | گل نزدن در هفته |                 | گل نزدن در هفته | گل نزدن در هفته | گل نزدن در هفته | گل نزدن در هفته | گل نزدن در هفته | گل نزدن در هفته |                 | گل نزدن در هفته | گل نزدن در هفته |                 |                 |                 |                 |                 | گل نزدن در هفته | گل نزدن در هفته |                 | گل نزدن در هفته |

تاریخ به روز رسانی: ۲۵ اردیبهشت ۱۴۰۴
نکات آماری
- بیشترین تعداد هفته گلزنی: سپاهان با گلزنی در ۲۸ هفته
- کمترین تعداد هفته گلزنی: هوادار با گلزنی در ۱۱ هفته
- بیشترین گلزنی پیاپی: سپاهان گلزنی در ۱۴ هفته متوالی (رنگ سبز در جدول)
- بیشترین عدم گلزنی پیاپی:هوادار با عدم گلزنی در ۶ هفته متوالی (رنگ صورتی در جدول)
- بیشترین گل زده:تراکتور  با ۵۷ گل زده
- بیشترین گل خورده:هوادار با ۴۸ گل خورده
- کمترین گل خورده: گل‌گهر با ۱۶ گل خورده
- کمترین گل زده: نساجی با ۱۵ گل زده

| راهنمایی خانه‌ها                               | نماد            |
| --------------------------------------------- | --------------- |
| گلزنی در هفته                                 |                 |
| عدم گلزنی در هفته                             | گل نزدن در هفته |
| تعویق                                         | T               |
| مجموع هفته‌هایی که در طول فصل هر تیم گل زده‌است |                 |

## بازیکنان خارجی

### بازیکنان خارجی لیگ برتر ۰۴–۱۴۰۳
| تیم             | نام                  | شماره پیراهن | پست         | تعداد بازی | تعداد گل     | پاس گل | توضیحات                                                                |
| --------------- | -------------------- | ------------ | ----------- | ---------- | ------------ | ------ | ---------------------------------------------------------------------- |
| استقلال         | گوستاوو بلانکو       | ۱۹           | مهاجم       | ۱۲         | ۰            | ۰      | در نیم فصل از استقلال جدا شد و به فولاد پیوست                          |
| استقلال         | رافائل سیلوا         | ۵۵           | مدافع       | ۲۵         | ۲            | ۰      |                                                                        |
| استقلال         | جلال‌الدین ماشاریپوف  | ۷۷           | هافبک       | ۲۴         | ۱            | ۳      |                                                                        |
| استقلال         | گائل کاکوتا          | ۲۱           | هافبک هجومی | ۱۲         | ۰            | ۱      | در نیم فصل به صورت توافقی از استقلال جدا شد                            |
| استقلال         | دیدیه اندونگ         | ۲۲           | هافبک       | ۲۸         | ۰            | ۰      |                                                                        |
| استقلال         | مسعود جمعه           | ۹۱           | مهاجم       | ۱۰         | ۲            | ۰      | در تعطیلات فیفادی بعد از هفته دهم به استقلال پیوستند.                  |
| استقلال         | جوئل کوجو            | ۱۱           | مهاجم       | ۱۲         | ۲            | ۰      | در تعطیلات فیفادی بعد از هفته دهم به استقلال پیوستند.                  |
| استقلال خوزستان | ساویو روبرتو         | ۵۵           | هافبک       | ۲۱         | ۱            | ۰      |                                                                        |
| استقلال خوزستان | کاینا نونس           | ۹            | مهاجم       | ۱۹         | ۲            | ۳      |                                                                        |
| استقلال خوزستان | مؤمل عبدالرضا        | ۸            | هافبک       | ۶          | ۰            | ۰      | در نیم فصل از استقلال خوزستان جدا شد                                   |
| استقلال خوزستان | تیوی بیفوما          | ۲۳           | وینگر       | ۲۵         | ۵            | ۲      |                                                                        |
| استقلال خوزستان | دیمیتریوس چاتزیسایاس | ۱۵           | مدافع       | ۱۳         | ۱            | ۰      |                                                                        |
| پرسپولیس        | گیورگی گولسیانی      | ۳۰           | مدافع       | ۲۷         | ۲            | ۰      |                                                                        |
| پرسپولیس        | اوستون ارونوف        | ۷۰           | هافبک       | ۲۰         | ۳            | ۱      |                                                                        |
| پرسپولیس        | ایوب العملود         | ۲۰           | مدافع راست  | ۱۸         | ۱            | ۰      |                                                                        |
| پرسپولیس        | الکسیس گندوز         | ۱            | دروازه‌بان   | ۲۷         | ۱۴(کلین شیت) | ۰      |                                                                        |
| پرسپولیس        | لوکاس ژوآئو          | ۳۱           | مهاجم       | ۶          | ۰            | ۱      | با فسخ قرداد توسط باشگاه از پرسپولیس جدا شد.                           |
| پرسپولیس        | سردار دورسون         | ۹۱           | مهاجم       | ۱۲         | ۵            |        | در پایان هفته هجدهم لیگ به پرسپولیس پیوست.                             |
| تراکتور         | ریکاردو آلوز         | ۱۰           | هافبک       | ۲۸         | ۳            | ۴      |                                                                        |
| تراکتور         | ایگور پوستونیسکی     | ۸            | هافبک       | ۲۷         | ۰            | ۳      |                                                                        |
| تراکتور         | تومیسلاو اشترکالی    | ۱۹           | مهاجم       | ۲۹         | ۸            | ۱      |                                                                        |
| تراکتور         | سوکول سیکالشی        | ۳۷           | مهاجم       | ۶          | ۰            | ۰      | در تاریخ ۱۰ دی با فسخ قرداد از تراکتور جدا شد                          |
| تراکتور         | دوماگوی دروژدک       | ۲۵           | مهاجم       | ۱۳         | ۷            | ۲      | در نیم فصل تراکتوری شد.                                                |
| چادرملو         | علاء الدالی          | ۹            | مهاجم       | ۱۰         | ۰            | ۱      | در تاریخ ۲۶ آذر بافسخ قرداد از چادر ملو جداشد.                         |
| چادرملو         | ماتئوس سانتوس        | ۳۴           | وینگر       | ۱۹         | ۲            | ۱      |                                                                        |
| چادرملو         | ادسون ماردن          | ۱۲           | دروازه‌بان   | ۲۴         | ۱۱(کلین شیت) | ۰      |                                                                        |
| چادرملو         | والاس آلمیدا         | ۸            | هافبک       | ۸          | ۰            | ۰      | در تعطیلات نیم فصل از چادر ملو جدا شدند                                |
| چادرملو         | گیلهرمه پیرا         | ۲۳           | وینگر       | ۶          | ۱            | ۰      | در تعطیلات نیم فصل از چادر ملو جدا شدند                                |
| چادرملو         | ویکتور ماتئوس        | ۳۴           | مدافع       | ۲۲         | ۱            | ۰      |                                                                        |
| چادرملو         | دیگو کاریوکا         | ۳۳           | وینگر       | ۲          | ۰            | ۰      | در هفته هفدهم به چادرملو پیوست                                         |
| چادرملو         | آرلن رودریگز         | ۲۰           | مدافع       | ۱۲         | ۰            | ۰      | در هفته هفدهم به چادرملو پیوست                                         |
| خیبر خرم‌آباد    | تونی باتیستا         | ۲۵           | دروازه‌بان   | ۱۵         | ۳(کلین شیت)  | ۰      | در هفته نوزدهم با فسخ قرارداد از خیبر جدا شد                           |
| خیبر خرم‌آباد    | آنتونی آکومو         | ۳۰           | هافبک       | ۷          | ۰            | ۰      |                                                                        |
| خیبر خرم‌آباد    | کوین بولی            | ۹۱           | مدافع       | ۱۱         | ۱            | ۰      | در نیم فصل با قرارگرفتن در لیست مازاد از خیبر جدا شد                   |
| ذوب‌آهن          | گریگول چابرادزه      | ۳۵           | مدافع       | ۲۲         | ۰            | ۱      |                                                                        |
| ذوب‌آهن          | یامانا               | ۲۸           | مهاجم       | ۴          | ۰            | ۰      | بازیکن در هفته دهم با ثبت قرداد به ذوب‌آهن پیوست و در هفته هفدهم جدا شد |
| سپاهان          | برایان دابو          | ۶            | هافبک دفاعی | ۲۰         | ۰            | ۱      |                                                                        |
| سپاهان          | وحدت حنانوف          | ۶۶           | مدافع       | ۱۶         | ۰            | ۰      |                                                                        |
| سپاهان          | استیون ان‌زونزی       | ۱۵           | هافبک       | ۲۳         | ۱            | ۱      |                                                                        |
| سپاهان          | ابوبکر کامارا        | ۴۷           | مهاجم       | ۱۵         | ۱            | ۲      |                                                                        |
| سپاهان          | وسام بن یدر          | ۱۲           | مهاجم       | ۵          | ۱            | ۰      | در ۱۲ فروردین ۱۴۰۴ به سپاهان پیوست                                     |
| فولاد           | موسی کولیبالی        | ۵            | مدافع       | ۲۶         | ۳            | ۰      |                                                                        |
| فولاد           | شیمبا                | ۹۲           | مهاجم       | ۱۶         | ۰            | ۱      |                                                                        |
| فولاد           | اتکیر یوسفوف         | ۱            | دروازه‌بان   | ۲۹         | ۱۲(کلین شیت) | ۰      |                                                                        |
| فولاد           | گوستاوو بلانکو       | ۱۹           | مهاجم       | ۱۴         | ۲            | ۱      | در نیم فصل به فولاد پیوست.                                             |
| گل‌گهر           | اریک باگناما         | ۹۰           | مهاجم       | ۱۹         | ۰            | ۱      |                                                                        |
| گل‌گهر           | گوستاوو واگنین       | ۱۱           | هافبک       | ۱۵         | ۲            |        |                                                                        |
| گل‌گهر           | عثمان اندونگ         | ۵            | مدافع       | ۲۶         | ۰            | ۰      |                                                                        |
| گل‌گهر           | بولی سامبو           | ۴۰           | مهاجم       | ۷          | ۰            | ۰      |                                                                        |
| گل‌گهر           | آمادونی کمالوف       | ۱۳           | مهاجم       | ۱۳         | ۰            | ۰      | در نقل انقالات نیم فصل به گل‌گهر پیوست                                  |
| مس رفسنجان      | سباستین اسپاهیو      | ۸            | هافبک هجومی | ۱۸         | ۰            | ۱      |                                                                        |
| مس رفسنجان      | رونی وانکوای         | ۱۹           | مهاجم       | ۱۰         | ۰            | ۰      |                                                                        |
| مس رفسنجان      | کوفی شولز            | ۴۴           | مدافع       | ۲۵         | ۰            | ۰      |                                                                        |
| مس رفسنجان      | ژایر                 |              | هافبک       | ۳          | ۰            | ۰      | در پایان هفته هجدهم به مس رفسنجان پیوست                                |
| نساجی           | لوآن پولی            | ۲۷           | دروازه‌بان   | ۲۷         | ۱۱(کلین شیت) | ۰      |                                                                        |
| نساجی           | الکساندر مرکل        | ۵۲           | هافبک       | ۱۸         | ۱            | ۰      |                                                                        |
| نساجی           | منتظر محمد           | ۱۳           | هافبک       | ۱۳         | ۰            | ۱      |                                                                        |
| نساجی           | کوین یامگا           | ۳۰           | وینگر       | ۲۱         | ۵            | ۰      |                                                                        |
| نساجی           | محمد عیسی            | ۹            | مهاجم       | ۷          | ۰            | ۰      | در پنج فروردین با فسخ قرداد از نساجی جدا شد                            |
| نساجی           | جسوربک یاخشیبوئف     | ۱۷           | هافبک       | ۳          | ۰            | ۰      | در پنج فروردین به نساجی پیوست                                          |
| هوادار          | جو چمپنس             | ۲۶           | وینگر       | ۱۰         | ۰            | ۱      | در نیم فصل به هوادار پیوست.                                            |
| هوادار          | متیو میلار           | ۲۳           | مدافع       | ۱۰         | ۱            | ۰      | در نیم فصل به هوادار پیوست.                                            |

تاریخ به روز رسانی: ۲۸ اردیبهشت ۱۴۰۴

## داوران
| #  | داوران            | تعداد قضاوت | کارت زرد | کارت قرمز |
| -- | ----------------- | ----------- | -------- | --------- |
| ۱  | بیژن حیدری        | ۲۰          | ۸۰       | ۸         |
| ۲  | پیام حیدری        | ۱۹          | ۷۴       | ۴         |
| ۳  | موعود بنیادی‌فر    | ۱۸          | ۷۹       | ۳         |
| ۴  | احمد محمدی        | ۱۶          | ۵۶       | ۶         |
| ۵  | وحید کاظمی        | ۱۶          | ۴۹       | ۳         |
| ۶  | امیر عرب‌براقی     | ۱۳          | ۵۱       | ۴         |
| ۷  | حسن اکرمی         | ۱۱          | ۴۰       | ۴         |
| ۸  | سیدرضا مهدوی      | ۱۱          | ۳۵       | ۲         |
| ۹  | مرتضی منصوریان    | ۹           | ۳۵       | ۵         |
| ۱۰ | کوپال ناظمی       | ۹           | ۲۶       | ۶         |
| ۱۱ | حسین زیاری        | ۸           | ۲۴       | ۰         |
| ۱۲ | محمدرضا تارخ      | ۷           | ۳۱       | ۲         |
| ۱۳ | سعاد وفاپیشه      | ۷           | ۲۲       | ۱         |
| ۱۴ | فرهاد امینی       | ۷           | ۲۰       | ۰         |
| ۱۵ | حسین زمانی        | ۷           | ۱۸       | ۱         |
| ۱۶ | ایمان کهیش        | ۶           | ۲۸       | ۰         |
| ۱۷ | امیر ایار         | ۵           | ۲۹       | ۰         |
| ۱۸ | محمدحسین زاهدی‌فرد | ۵           | ۲۱       | ۰         |

| #  | داوران         | تعداد قضاوت | کارت زرد | کارت قرمز |
| -- | -------------- | ----------- | -------- | --------- |
| ۱۹ | علی صفایی      | ۵           | ۱۴       | ۲         |
| ۲۰ | وحید زمانی     | ۴           | ۲۶       | ۰         |
| ۲۱ | شبیر بهروزی    | ۴           | ۱۱       | ۱         |
| ۲۲ | سعید رحیمی‌مقدم | ۳           | ۱۱       | ۱         |
| ۲۳ | علی‌اصغر مؤمنی  | ۳           | ۱۱       | ۰         |
| ۲۴ | ناصر جنگی      | ۳           | ۱۱       | ۰         |
| ۲۵ | حمید حاج‌ملک    | ۳           | ۷        | ۱         |
| ۲۶ | میثم حیدری     | ۳           | ۷        | ۰         |
| ۲۷ | علی بای        | ۲           | ۱۱       | ۰         |
| ۲۸ | شاهین یزدانی   | ۲           | ۹        | ۱         |
| ۲۹ | کیوان علی‌محمدی | ۲           | ۸        | ۱         |
| ۳۰ | فرزاد منصوری   | ۲           | ۶        | ۰         |
| ۳۱ | حامد سیری      | ۲           | ۲        | ۰         |
| ۳۲ | محمدعلی صلاحی  | ۱           | ۵        | ۰         |
| ۳۳ | هادی علی‌نیافرد | ۱           | ۴        | ۰         |
| ۳۴ | مهدی اجاقی     | ۱           | ۴        | ۰         |
| ۳۵ | شهاب محمدی     | ۱           | ۴        | ۰         |
| ۳۶ | مسعود حقیقی    | ۱           | ۴        | ۰         |
| ۳۷ | علی سام        | ۱           | ۲        | ۱         |
| ۳۸ | احسان اکبری    | ۱           | ۲        | ۱         |

تاریخ به روز رسانی:۲۶ اردیبهشت ۱۴۰۴
 نکته: کارت زرد و قرمز به کادرفنی تیم‌ها لحاظ نشده است.

## برنامه لیگ برتر[۱۷۷][۱۷۸]

#### هفته اول
| # | تیم میزبان      | نتیجه | تیم مهمان      | ساعت بازی | تاریخ بازی    |
| - | --------------- | ----- | -------------- | --------- | ------------- |
| ۱ | پرسپولیس        | ۱–۱   | ذوب‌آهن         | ۱۹:۳۰     | ۲۵ مرداد ۱۴۰۳ |
| ۲ | ملوان           | ۱–۰   | گل‌گهر          | ۱۹:۴۵     | ۲۵ مرداد ۱۴۰۳ |
| ۳ | استقلال خوزستان | ۰–۰   | آلومینیوم اراک | ۲۰:۳۰     | ۲۵ مرداد ۱۴۰۳ |
| ۴ | مس رفسنجان      | ۰–۲   | تراکتور        | ۱۹:۱۵     | ۲۶ مرداد ۱۴۰۳ |
| ۵ | سپاهان          | ۳–۱   | چادرملو        | ۱۹:۱۵     | ۲۶ مرداد ۱۴۰۳ |
| ۶ | هوادار          | ۰–۱   | خیبر           | ۱۹:۳۰     | ۲۶ مرداد ۱۴۰۳ |
| ۷ | نساجی           | ۰–۱   | فولاد          | ۱۹:۳۰     | ۲۶ مرداد ۱۴۰۳ |
| ۸ | شمس‌آذر          | ۱–۲   | استقلال        | ۱۹:۳۰     | ۲۶ مرداد ۱۴۰۳ |

#### هفته دوم
| # | تیم میزبان     | نتیجه | تیم مهمان       | ساعت بازی | تاریخ بازی    |
| - | -------------- | ----- | --------------- | --------- | ------------- |
| ۱ | گل‌گهر          | ۲–۰   | استقلال خوزستان | ۱۹:۳۰     | ۱ شهریور ۱۴۰۳ |
| ۲ | آلومینیوم اراک | ۱–۱   | نساجی           | ۱۹:۳۰     | ۱ شهریور ۱۴۰۳ |
| ۳ | تراکتور        | ۱–۱   | پرسپولیس        | ۱۹:۴۵     | ۱ شهریور ۱۴۰۳ |
| ۴ | فولاد          | ۰–۰   | مس رفسنجان      | ۲۰:۳۰     | ۱ شهریور ۱۴۰۳ |
| ۵ | ذوب‌آهن         | ۰–۰   | هوادار          | ۱۹:۱۵     | ۲ شهریور ۱۴۰۳ |
| ۶ | خیبر           | ۱–۲   | سپاهان          | ۱۹:۳۰     | ۲ شهریور ۱۴۰۳ |
| ۷ | استقلال        | ۲–۲   | ملوان           | ۱۹:۳۰     | ۲ شهریور ۱۴۰۳ |
| ۸ | چادرملو        | ۱–۱   | شمس‌آذر          | ۱۹:۳۰     | ۲ شهریور ۱۴۰۳ |

#### هفته سوم
| # | تیم میزبان      | نتیجه | تیم مهمان      | ساعت بازی | تاریخ بازی    |
| - | --------------- | ----- | -------------- | --------- | ------------- |
| ۱ | هوادار          | ۰–۴   | تراکتور        | ۱۹:۱۵     | ۸ شهریور ۱۴۰۳ |
| ۲ | مس رفسنجان      | ۳–۱   | آلومینیوم اراک | ۱۹:۱۵     | ۸ شهریور ۱۴۰۳ |
| ۳ | خیبر            | ۱–۱   | ذوب‌آهن         | ۱۹:۳۰     | ۸ شهریور ۱۴۰۳ |
| ۴ | استقلال خوزستان | ۱–۰   | استقلال        | ۲۰:۳۰     | ۸ شهریور ۱۴۰۳ |
| ۵ | نساجی           | ۰–۱   | گل‌گهر          | ۱۹:۱۵     | ۹ شهریور ۱۴۰۳ |
| ۶ | سپاهان          | ۱–۰   | شمس‌آذر         | ۱۹:۱۵     | ۹ شهریور ۱۴۰۳ |
| ۷ | ملوان           | ۳–۱   | چادرملو        | ۱۹:۳۰     | ۹ شهریور ۱۴۰۳ |
| ۸ | پرسپولیس        | ۲–۰   | فولاد          | ۱۹:۳۰     | ۹ شهریور ۱۴۰۳ |

#### هفته چهارم
| # | تیم میزبان     | نتیجه | تیم مهمان       | ساعت بازی | تاریخ بازی     |
| - | -------------- | ----- | --------------- | --------- | -------------- |
| ۱ | سپاهان         | ۱–۰   | ملوان           | ۱۸:۴۵     | ۲۳ شهریور ۱۴۰۳ |
| ۲ | شمس‌آذر         | ۲–۲   | استقلال خوزستان | ۱۸:۴۵     | ۲۳ شهریور ۱۴۰۳ |
| ۳ | ذوب‌آهن         | ۱–۰   | تراکتور         | ۱۹:۳۰     | ۲۳ شهریور ۱۴۰۳ |
| ۴ | آلومینیوم اراک | ۰–۰   | هوادار          | ۱۹:۰۰     | ۲۴ شهریور ۱۴۰۳ |
| ۵ | چادرملو        | ۱–۰   | نساجی           | ۱۹:۰۰     | ۲۴ شهریور ۱۴۰۳ |
| ۶ | فولاد          | ۱–۱   | خیبر            | ۱۹:۳۰     | ۲۴ شهریور ۱۴۰۳ |
| ۷ | گل‌گهر          | ۰–۱   | پرسپولیس        | ۱۶:۱۵     | ۱۹ آبان ۱۴۰۳   |
| ۸ | استقلال        | ۱–۰   | مس رفسنجان      | ۱۸:۳۰     | ۱۹ آبان ۱۴۰۳   |

#### هفته پنجم
| # | تیم میزبان      | نتیجه | تیم مهمان      | ساعت بازی | تاریخ بازی     |
| - | --------------- | ----- | -------------- | --------- | -------------- |
| ۱ | نساجی           | ۲–۲   | استقلال        | ۱۷:۱۵     | ۳۰ شهریور ۱۴۰۳ |
| ۲ | مس رفسنجان      | ۰–۰   | گل‌گهر          | ۱۸:۳۰     | ۳۰ شهریور ۱۴۰۳ |
| ۳ | ملوان           | ۲–۰   | شمس‌آذر         | ۱۹:۰۰     | ۳۰ شهریور ۱۴۰۳ |
| ۴ | پرسپولیس        | ۲–۰   | آلومینیوم اراک | ۱۹:۳۰     | ۳۰ شهریور ۱۴۰۳ |
| ۵ | هوادار          | ۰–۱   | فولاد          | ۱۸:۴۵     | ۳۱ شهریور ۱۴۰۳ |
| ۶ | استقلال خوزستان | ۱–۱   | چادرملو        | ۱۹:۳۰     | ۳۱ شهریور ۱۴۰۳ |
| ۷ | خیبر            | ۱–۲   | تراکتور        | ۱۹:۰۰     | ۱ مهر ۱۴۰۳     |
| ۸ | ذوب‌آهن          | ۱–۱   | سپاهان         | ۱۹:۰۰     | ۱ مهر ۱۴۰۳     |

#### هفته ششم
| # | تیم میزبان     | نتیجه | تیم مهمان       | ساعت بازی | تاریخ بازی |
| - | -------------- | ----- | --------------- | --------- | ---------- |
| ۱ | استقلال        | ۰–۱   | پرسپولیس        | ۱۹:۰۰     | ۴ مهر ۱۴۰۳ |
| ۲ | شمس‌آذر         | ۰–۰   | نساجی           | ۱۸:۳۰     | ۵ مهر ۱۴۰۳ |
| ۳ | گل‌گهر          | ۰–۰   | هوادار          | ۱۸:۱۵     | ۶ مهر ۱۴۰۳ |
| ۴ | سپاهان         | ۰–۱   | تراکتور         | ۱۸:۳۰     | ۶ مهر ۱۴۰۳ |
| ۵ | ملوان          | ۱–۰   | استقلال خوزستان | ۱۸:۳۰     | ۶ مهر ۱۴۰۳ |
| ۶ | آلومینیوم اراک | ۱–۰   | خیبر            | ۱۸:۳۰     | ۶ مهر ۱۴۰۳ |
| ۷ | چادرملو        | ۱–۰   | مس رفسنجان      | ۱۸:۳۰     | ۶ مهر ۱۴۰۳ |
| ۸ | فولاد          | ۱–۰   | ذوب‌آهن          | ۱۹:۰۰     | ۷ مهر ۱۴۰۳ |

#### هفته هفتم
| # | تیم میزبان      | نتیجه | تیم مهمان      | ساعت بازی | تاریخ بازی  |
| - | --------------- | ----- | -------------- | --------- | ----------- |
| ۱ | مس رفسنجان      | ۰–۱   | شمس‌آذر         | ۱۸:۰۰     | ۱۳ مهر ۱۴۰۳ |
| ۲ | نساجی           | ۱–۱   | ملوان          | ۱۸:۱۵     | ۱۳ مهر ۱۴۰۳ |
| ۳ | خیبر            | ۰–۰   | گل‌گهر          | ۱۸:۳۰     | ۱۳ مهر ۱۴۰۳ |
| ۴ | ذوب‌آهن          | ۰–۴   | آلومینیوم اراک | ۱۸:۳۰     | ۱۳ مهر ۱۴۰۳ |
| ۵ | استقلال خوزستان | ۰–۱   | سپاهان         | ۱۹:۰۰     | ۱۴ مهر ۱۴۰۳ |
| ۶ | پرسپولیس        | ۱–۰   | چادرملو        | ۱۹:۱۵     | ۱۴ مهر ۱۴۰۳ |
| ۷ | هوادار          | ۱–۲   | استقلال        | ۱۹:۳۰     | ۱۴ مهر ۱۴۰۳ |
| ۸ | تراکتور         | ۱–۲   | فولاد          | ۱۷:۳۰     | ۱۵ مهر ۱۴۰۳ |

#### هفته هشتم
| # | تیم میزبان      | نتیجه | تیم مهمان  | ساعت بازی | تاریخ بازی   |
| - | --------------- | ----- | ---------- | --------- | ------------ |
| ۱ | چادرملو         | ۱–۰   | خیبر       | ۱۸:۰۰     | ۲۶ مهر ۱۴۰۳  |
| ۲ | شمس‌آذر          | ۱–۱   | هوادار     | ۱۸:۰۰     | ۲۶ مهر ۱۴۰۳  |
| ۳ | استقلال خوزستان | ۳–۲   | مس رفسنجان | ۱۸:۳۰     | ۲۶ مهر ۱۴۰۳  |
| ۴ | استقلال         | ۰–۳   | ذوب‌آهن     | ۱۸:۳۰     | ۲۷ مهر ۱۴۰۳  |
| ۵ | آلومینیوم اراک  | ۴–۲   | فولاد      | ۱۸:۱۵     | ۲۹ مهر ۱۴۰۳  |
| ۶ | سپاهان          | ۱–۱   | نساجی      | ۱۸:۰۰     | ۱۹ آبان ۱۴۰۳ |
| ۷ | گل‌گهر           | ۰–۲   | تراکتور    | ۱۷:۳۰     | ۱۹ آذر ۱۴۰۳  |
| ۸ | ملوان           | ۱–۲   | پرسپولیس   | ۱۶:۱۵     | ۲۱ آذر ۱۴۰۳  |

#### هفته نهم
| # | تیم میزبان | نتیجه | تیم مهمان       | ساعت بازی | تاریخ بازی  |
| - | ---------- | ----- | --------------- | --------- | ----------- |
| ۱ | ذوب‌آهن     | ۰–۲   | گل‌گهر           | ۱۷:۴۵     | ۴ آبان ۱۴۰۳ |
| ۲ | نساجی      | ۰–۰   | استقلال خوزستان | ۱۷:۴۵     | ۴ آبان ۱۴۰۳ |
| ۳ | مس رفسنجان | ۱–۱   | ملوان           | ۱۸:۰۰     | ۴ آبان ۱۴۰۳ |
| ۴ | هوادار     | ۰–۱   | چادرملو         | ۱۸:۰۰     | ۴ آبان ۱۴۰۳ |
| ۵ | خیبر       | ۳–۱   | استقلال         | ۱۷:۰۰     | ۵ آبان ۱۴۰۳ |
| ۶ | پرسپولیس   | ۲–۰   | شمس‌آذر          | ۱۹:۱۵     | ۵ آبان ۱۴۰۳ |
| ۷ | تراکتور    | ۲–۰   | آلومینیوم اراک  | ۱۷:۰۰     | ۶ آبان ۱۴۰۳ |
| ۸ | فولاد      | ۲–۲   | سپاهان          | ۱۸:۱۵     | ۶ آبان ۱۴۰۳ |

#### هفته دهم
| # | تیم میزبان      | نتیجه | تیم مهمان      | ساعت بازی | تاریخ بازی   |
| - | --------------- | ----- | -------------- | --------- | ------------ |
| ۱ | استقلال خوزستان | ۱–۰   | پرسپولیس       | ۱۸:۰۰     | ۹ آبان ۱۴۰۳  |
| ۲ | استقلال         | ۰–۲   | تراکتور        | ۱۷:۴۵     | ۱۰ آبان ۱۴۰۳ |
| ۳ | گل‌گهر           | ۰–۱   | فولاد          | ۱۷:۳۰     | ۱۱ آبان ۱۴۰۳ |
| ۴ | چادرملو         | ۱–۰   | ذوب‌آهن         | ۱۷:۳۰     | ۱۱ آبان ۱۴۰۳ |
| ۵ | نساجی           | ۰–۱   | مس رفسنجان     | ۱۷:۴۵     | ۱۱ آبان ۱۴۰۳ |
| ۶ | سپاهان          | ۱–۰   | آلومینیوم اراک | ۱۷:۴۵     | ۱۱ آبان ۱۴۰۳ |
| ۷ | شمس‌آذر          | ۲–۰   | خیبر           | ۱۷:۴۵     | ۱۱ آبان ۱۴۰۳ |
| ۸ | ملوان           | ۰–۲   | هوادار         | ۱۷:۴۵     | ۱۱ آبان ۱۴۰۳ |

#### هفته یازدهم
| # | تیم میزبان     | نتیجه | تیم مهمان       | ساعت بازی | تاریخ بازی  |
| - | -------------- | ----- | --------------- | --------- | ----------- |
| ۱ | ذوب‌آهن         | ۳–۰   | شمس‌آذر          | ۱۷:۳۰     | ۱۱ آذر ۱۴۰۳ |
| ۲ | هوادار         | ۰–۱   | استقلال خوزستان | ۱۵:۳۰     | ۱۲ آذر ۱۴۰۳ |
| ۳ | آلومینیوم اراک | ۰–۰   | گل‌گهر           | ۱۵:۳۰     | ۱۲ آذر ۱۴۰۳ |
| ۴ | خیبر           | ۱–۳   | ملوان           | ۱۵:۳۰     | ۱۲ آذر ۱۴۰۳ |
| ۵ | تراکتور        | ۱–۰   | چادرملو         | ۱۶:۳۰     | ۱۳ آذر ۱۴۰۳ |
| ۶ | پرسپولیس       | ۰–۱   | نساجی           | ۱۷:۳۰     | ۱۷ آذر ۱۴۰۳ |
| ۷ | فولاد          | ۰–۲   | استقلال         | ۲۰:۰۰     | ۱۷ آذر ۱۴۰۳ |
| ۸ | مس رفسنجان     | ۰–۳   | سپاهان          | ۱۷:۳۰     | ۱۸ آذر ۱۴۰۳ |

#### هفته دوازدهم
| # | تیم میزبان      | نتیجه | تیم مهمان      | ساعت بازی | تاریخ بازی  |
| - | --------------- | ----- | -------------- | --------- | ----------- |
| ۱ | چادرملو         | ۱–۱   | آلومینیوم اراک | ۱۵:۳۰     | ۲۰ آذر ۱۴۰۳ |
| ۲ | استقلال خوزستان | ۰–۰   | ذوب‌آهن         | ۱۵:۳۰     | ۲۰ آذر ۱۴۰۳ |
| ۳ | نساجی           | ۰–۰   | خیبر           | ۱۵:۳۰     | ۲۳ آذر ۱۴۰۳ |
| ۴ | مس رفسنجان      | ۱–۱   | هوادار         | ۱۵:۳۰     | ۲۳ آذر ۱۴۰۳ |
| ۵ | شمس‌آذر          | ۰–۳   | فولاد          | ۱۷:۳۰     | ۲۳ آذر ۱۴۰۳ |
| ۶ | سپاهان          | ۲–۱   | پرسپولیس       | ۱۵:۱۵     | ۲۶ آذر ۱۴۰۳ |
| ۷ | ملوان           | ۰–۲   | تراکتور        | ۱۶:۱۵     | ۲۶ آذر ۱۴۰۳ |
| ۸ | استقلال         | ۰–۰   | گل‌گهر          | ۱۷:۳۰     | ۲۶ آذر ۱۴۰۳ |

#### هفته سیزدهم
| # | تیم میزبان     | نتیجه | تیم مهمان       | ساعت بازی | تاریخ بازی  |
| - | -------------- | ----- | --------------- | --------- | ----------- |
| ۱ | خیبر           | ۱–۰   | استقلال خوزستان | ۱۶:۳۰     | ۲۹ آذر ۱۴۰۳ |
| ۲ | فولاد          | ۲–۱   | چادرملو         | ۱۶:۴۵     | ۲۹ آذر ۱۴۰۳ |
| ۳ | هوادار         | ۰–۱   | نساجی           | ۱۶:۳۰     | ۳۰ آذر ۱۴۰۳ |
| ۴ | آلومینیوم اراک | ۱–۱   | استقلال         | ۱۶:۳۰     | ۳۰ آذر ۱۴۰۳ |
| ۵ | گل‌گهر          | ۱–۱   | سپاهان          | ۱۶:۱۵     | ۱ دی ۱۴۰۳   |
| ۶ | تراکتور        | ۰–۱   | شمس‌آذر          | ۱۶:۳۰     | ۱ دی ۱۴۰۳   |
| ۷ | ذوب‌آهن         | ۱–۰   | ملوان           | ۱۷:۳۰     | ۱ دی ۱۴۰۳   |
| ۸ | پرسپولیس       | ۱–۳   | مس رفسنجان      | ۱۷:۳۰     | ۱ دی ۱۴۰۳   |

#### هفته چهاردهم
| # | تیم میزبان      | نتیجه | تیم مهمان      | ساعت بازی | تاریخ بازی |
| - | --------------- | ----- | -------------- | --------- | ---------- |
| ۱ | استقلال خوزستان | ۰–۰   | فولاد          | ۱۵:۳۱     | ۶ دی ۱۴۰۳  |
| ۲ | چادرملو         | ۰–۰   | استقلال        | ۱۷:۳۰     | ۶ دی ۱۴۰۳  |
| ۳ | شمس‌آذر          | ۰–۱   | گل‌گهر          | ۱۶:۳۰     | ۷ دی ۱۴۰۳  |
| ۴ | مس رفسنجان      | ۱–۲   | ذوب‌آهن         | ۱۶:۳۰     | ۷ دی ۱۴۰۳  |
| ۵ | پرسپولیس        | ۲–۱   | خیبر           | ۱۷:۳۰     | ۷ دی ۱۴۰۳  |
| ۶ | ملوان           | ۱–۱   | آلومینیوم اراک | ۱۷:۳۰     | ۷ دی ۱۴۰۳  |
| ۷ | نساجی           | ۱–۱   | تراکتور        | ۱۷:۳۰     | ۷ دی ۱۴۰۳  |
| ۸ | سپاهان          | ۵–۰   | هوادار         | ۱۸:۰۰     | ۷ دی ۱۴۰۳  |

#### هفته پانزدهم
| # | تیم میزبان     | نتیجه | تیم مهمان       | ساعت بازی | تاریخ بازی |
| - | -------------- | ----- | --------------- | --------- | ---------- |
| ۱ | گل‌گهر          | ۲–۰   | چادرملو         | ۱۵:۰۰     | ۱۲ دی ۱۴۰۳ |
| ۲ | هوادار         | ۰–۵   | پرسپولیس        | ۱۷:۳۰     | ۱۲ دی ۱۴۰۳ |
| ۳ | ذوب‌آهن         | ۰–۰   | نساجی           | ۱۵:۰۰     | ۱۳ دی ۱۴۰۳ |
| ۴ | آلومینیوم اراک | ۳–۰   | شمس‌آذر          | ۱۵:۰۰     | ۱۳ دی ۱۴۰۳ |
| ۵ | خیبر           | ۱–۲   | مس رفسنجان      | ۱۵:۰۰     | ۱۳ دی ۱۴۰۳ |
| ۶ | فولاد          | ۲–۱   | ملوان           | ۱۵:۳۰     | ۱۳ دی ۱۴۰۳ |
| ۷ | تراکتور        | ۳–۰   | استقلال خوزستان | ۱۵:۴۵     | ۱۳ دی ۱۴۰۳ |
| ۸ | استقلال        | ۱–۱   | سپاهان          | ۱۷:۳۰     | ۱۳ دی ۱۴۰۳ |

#### هفته شانزدهم
| # | تیم میزبان     | نتیجه | تیم مهمان       | ساعت بازی | تاریخ بازی  |
| - | -------------- | ----- | --------------- | --------- | ----------- |
| ۱ | گل‌گهر          | ۱–۰   | ملوان           | ۱۵:۳۰     | ۱ بهمن ۱۴۰۳ |
| ۲ | آلومینیوم اراک | ۱–۱   | استقلال خوزستان | ۱۶:۰۰     | ۱ بهمن ۱۴۰۳ |
| ۳ | خیبر           | ۲–۰   | هوادار          | ۱۶:۰۰     | ۱ بهمن ۱۴۰۳ |
| ۴ | استقلال        | ۰–۱   | شمس‌آذر          | ۱۶:۴۵     | ۱ بهمن ۱۴۰۳ |
| ۵ | چادرملو        | ۱–۲   | سپاهان          | ۱۵:۰۰     | ۲ بهمن ۱۴۰۳ |
| ۶ | تراکتور        | ۵–۱   | مس رفسنجان      | ۱۶:۰۰     | ۲ بهمن ۱۴۰۳ |
| ۷ | ذوب‌آهن         | ۰–۰   | پرسپولیس        | ۱۶:۴۵     | ۲ بهمن ۱۴۰۳ |
| ۸ | فولاد          | ۱–۰   | نساجی           | ۱۷:۰۰     | ۲ بهمن ۱۴۰۳ |

#### هفته هفدهم
| # | تیم میزبان      | نتیجه | تیم مهمان      | ساعت بازی | تاریخ بازی  |
| - | --------------- | ----- | -------------- | --------- | ----------- |
| ۱ | ملوان           | ۰–۰   | استقلال        | ۱۵:۴۵     | ۶ بهمن ۱۴۰۳ |
| ۲ | استقلال خوزستان | ۱–۱   | گل‌گهر          | ۱۶:۰۰     | ۶ بهمن ۱۴۰۳ |
| ۳ | مس رفسنجان      | ۲–۳   | فولاد          | ۱۷:۴۵     | ۷ بهمن ۱۴۰۳ |
| ۴ | پرسپولیس        | ۲–۰   | تراکتور        | ۱۸:۰۰     | ۷ بهمن ۱۴۰۳ |
| ۵ | سپاهان          | ۲–۰   | خیبر           | ۱۸:۰۰     | ۷ بهمن ۱۴۰۳ |
| ۶ | شمس‌آذر          | ۱–۱   | چادرملو        | ۱۵:۳۰     | ۸ بهمن ۱۴۰۳ |
| ۷ | هوادار          | ۰–۰   | ذوب‌آهن         | ۱۶:۰۰     | ۸ بهمن ۱۴۰۳ |
| ۸ | نساجی           | ۱–۲   | آلومینیوم اراک | ۱۶:۴۵     | ۸ بهمن ۱۴۰۳ |

#### هفته هجدهم
| # | تیم میزبان     | نتیجه | تیم مهمان       | ساعت بازی | تاریخ بازی   |
| - | -------------- | ----- | --------------- | --------- | ------------ |
| ۱ | استقلال        | ۲–۰   | استقلال خوزستان | ۱۷:۰۰     | ۱۱ بهمن ۱۴۰۳ |
| ۲ | فولاد          | ۱–۱   | پرسپولیس        | ۱۶:۰۰     | ۱۲ بهمن ۱۴۰۳ |
| ۳ | شمس‌آذر         | ۱–۱   | سپاهان          | ۱۵:۴۵     | ۱۳ بهمن ۱۴۰۳ |
| ۴ | گل‌گهر          | ۲–۱   | نساجی           | ۱۵:۴۵     | ۱۳ بهمن ۱۴۰۳ |
| ۵ | تراکتور        | ۴–۰   | هوادار          | ۱۶:۰۰     | ۱۳ بهمن ۱۴۰۳ |
| ۶ | ذوب‌آهن         | ۲–۲   | خیبر            | ۱۶:۰۰     | ۱۳ بهمن ۱۴۰۳ |
| ۷ | چادرملو        | ۱–۰   | ملوان           | ۱۶:۴۵     | ۱۳ بهمن ۱۴۰۳ |
| ۸ | آلومینیوم اراک | ۰–۰   | مس رفسنجان      | ۱۷:۱۵     | ۱۴ بهمن ۱۴۰۴ |

#### هفته نوزدهم
| # | تیم میزبان      | نتیجه | تیم مهمان      | ساعت بازی | تاریخ بازی   |
| - | --------------- | ----- | -------------- | --------- | ------------ |
| ۱ | استقلال خوزستان | ۰–۱   | شمس‌آذر         | ۱۵:۳۰     | ۱۸ بهمن ۱۴۰۳ |
| ۲ | ذوب‌آهن          | ۱–۰   | تراکتور        | ۱۶:۱۰     | ۱۸ بهمن ۱۴۰۳ |
| ۳ | خیبر            | ۲–۰   | فولاد          | ۱۵:۰۰     | ۱۹ بهمن ۱۴۰۳ |
| ۴ | نساجی           | ۰–۰   | چادرملو        | ۱۶:۰۰     | ۱۹ بهمن ۱۴۰۳ |
| ۵ | ملوان           | ۱–۱   | سپاهان         | ۱۶:۰۰     | ۱۹ بهمن ۱۴۰۳ |
| ۶ | مس رفسنجان      | ۰–۰   | استقلال        | ۱۶:۴۵     | ۱۹ بهمن ۱۴۰۳ |
| ۷ | هوادار          | ۲–۱   | آلومینیوم اراک | ۱۶:۱۵     | ۲۰ بهمن ۱۴۰۳ |
| ۸ | پرسپولیس        | ۲–۱   | گل‌گهر          | ۱۷:۰۰     | ۲۰ بهمن ۱۴۰۳ |

#### هفته بیستم
| # | تیم میزبان     | نتیجه | تیم مهمان       | ساعت بازی | تاریخ بازی   |
| - | -------------- | ----- | --------------- | --------- | ------------ |
| ۱ | گل‌گهر          | ۰–۰   | مس رفسنجان      | ۱۵:۳۰     | ۲ اسفند ۱۴۰۳ |
| ۲ | چادرملو        | ۳–۰   | استقلال خوزستان | ۱۶:۰۰     | ۲ اسفند ۱۴۰۳ |
| ۳ | سپاهان         | ۴–۱   | ذوب‌آهن          | ۱۵:۰۰     | ۳ اسفند ۱۴۰۳ |
| ۴ | شمس‌آذر         | ۰–۱   | ملوان           | ۱۵:۰۰     | ۳ اسفند ۱۴۰۳ |
| ۵ | فولاد          | ۳–۰   | هوادار          | ۱۶:۰۰     | ۳ اسفند ۱۴۰۳ |
| ۶ | تراکتور        | ۱–۰   | خیبر            | ۱۶:۰۰     | ۴ اسفند ۱۴۰۳ |
| ۷ | آلومینیوم اراک | ۱–۱   | پرسپولیس        | ۱۶:۱۵     | ۴ اسفند ۱۴۰۳ |
| ۸ | استقلال        | ۱–۰   | نساجی           | ۱۸:۳۰     | ۴ اسفند ۱۴۰۳ |

#### هفته بیست و یکم
| # | تیم میزبان      | نتیجه | تیم مهمان      | ساعت بازی | تاریخ بازی    |
| - | --------------- | ----- | -------------- | --------- | ------------- |
| ۱ | تراکتور         | ۰–۰   | سپاهان         | ۱۴:۳۰     | ۹ اسفند       |
| ۲ | استقلال خوزستان | ۱–۲   | ملوان          | ۱۵:۰۰     | ۹ اسفند       |
| ۳ | چادرملو         | ۰–۱   | مس رفسنجان     | ۱۵:۰۰     | ۹ اسفند       |
| ۴ | پرسپولیس        | ۲–۱   | استقلال        | ۱۷:۱۵     | ۹ اسفند       |
| ۵ | ذوب‌آهن          | ۳–۰   | فولاد          | ۱۵:۰۰     | ۱۰ اسفند ۱۴۰۳ |
| ۶ | خیبر            | ۱–۰   | آلومینیوم اراک | ۱۵:۰۰     | ۱۰ اسفند ۱۴۰۳ |
| ۷ | نساجی           | ۱–۰   | شمس‌آذر         | ۱۶:۰۰     | ۱۰ اسفند ۱۴۰۳ |
| ۸ | هوادار          | ۰–۱   | گل‌گهر          | ۱۶:۰۰     | ۱۰ اسفند ۱۴۰۳ |

#### هفته بیست و دوم
| # | تیم میزبان     | نتیجه | تیم مهمان       | ساعت بازی | تاریخ بازی      |
| - | -------------- | ----- | --------------- | --------- | --------------- |
| ۱ | گل‌گهر          | ۲–۰   | خیبر            | ۱۸:۴۵     | ۱۶ اسفند ۱۴۰۳   |
| ۲ | سپاهان         | ۱–۱   | استقلال خوزستان | ۱۹:۰۰     | ۱۶ اسفند ۱۴۰۳   |
| ۳ | چادرملو        | ۰–۱   | پرسپولیس        | ۱۸:۴۵     | ۱۷ اسفند ۱۴۰۳   |
| ۴ | ملوان          | ۱–۰   | نساجی           | ۱۹:۰۰     | ۱۷ اسفند ۱۴۰۳   |
| ۵ | شمس‌آذر         | ۳–۱   | مس رفسنجان      | ۱۹:۰۰     | ۱۷ اسفند ۱۴۰۳   |
| ۶ | آلومینیوم اراک | ۲–۰   | ذوب‌آهن          | ۱۹:۰۰     | ۱۷ اسفند ۱۴۰۳   |
| ۷ | هوادار         | ۲–۲   | استقلال         | ۱۸:۰۰     | ۱ اردیبهشت ۱۴۰۴ |
| ۸ | فولاد          | ۱–۲   | تراکتور         | ۱۹:۳۰     | ۵ اردیبهشت ۱۴۰۴ |

#### هفته بیست و سوم
| # | تیم میزبان | نتیجه | تیم مهمان       | ساعت بازی | تاریخ بازی    |
| - | ---------- | ----- | --------------- | --------- | ------------- |
| ۱ | هوادار     | ۲–۳   | شمس‌آذر          | ۱۹:۰۰     | ۲۳ اسفند ۱۴۰۳ |
| ۲ | نساجی      | ۱–۱   | سپاهان          | ۱۹:۰۰     | ۲۳ اسفند ۱۴۰۳ |
| ۳ | خیبر       | ۲–۰   | چادرملو         | ۱۹:۱۵     | ۲۳ اسفند ۱۴۰۳ |
| ۴ | مس رفسنجان | ۰–۰   | استقلال خوزستان | ۱۸:۴۵     | ۲۴ اسفند ۱۴۰۳ |
| ۵ | پرسپولیس   | ۲–۰   | ملوان           | ۱۹:۰۰     | ۲۴ اسفند ۱۴۰۳ |
| ۶ | فولاد      | ۲–۰   | آلومینیوم اراک  | ۱۹:۱۵     | ۲۴ اسفند ۱۴۰۳ |
| ۷ | ذوب‌آهن     | ۱–۱   | استقلال         | ۱۹:۰۰     | ۲۷ اسفند ۱۴۰۳ |
| ۸ | تراکتور    | ۲–۱   | گل‌گهر           | ۱۹:۳۰     | ۲۷ اسفند ۱۴۰۳ |

#### هفته بیست و چهارم
| # | تیم میزبان      | نتیجه | تیم مهمان  | ساعت بازی | تاریخ بازی      |
| - | --------------- | ----- | ---------- | --------- | --------------- |
| ۱ | گل‌گهر           | ۰–۲   | ذوب‌آهن     | ۱۸:۴۵     | ۹ فروردین ۱۴۰۳  |
| ۲ | استقلال         | ۱–۱   | خیبر       | ۱۹:۱۵     | ۹ فروردین ۱۴۰۳  |
| ۳ | استقلال خوزستان | ۲–۰   | نساجی      | ۱۹:۱۵     | ۹ فروردین ۱۴۰۳  |
| ۴ | آلومینیوم اراک  | ۰–۱   | تراکتور    | ۱۹:۱۵     | ۹ فروردین ۱۴۰۳  |
| ۵ | چادرملو         | ۱–۲   | هوادار     | ۱۹:۰۰     | ۱۰ فروردین ۱۴۰۳ |
| ۶ | شمس‌آذر          | ۳–۲   | پرسپولیس   | ۱۹:۱۵     | ۱۰ فروردین ۱۴۰۳ |
| ۷ | ملوان           | ۳–۰   | مس رفسنجان | ۱۹:۱۵     | ۱۰ فروردین ۱۴۰۳ |
| ۸ | سپاهان          | ۲–۰   | فولاد      | ۱۹:۱۵     | ۱۰ فروردین ۱۴۰۳ |

#### هفته بیست و پنجم
| # | تیم میزبان     | نتیجه | تیم مهمان       | ساعت بازی | تاریخ بازی      |
| - | -------------- | ----- | --------------- | --------- | --------------- |
| ۱ | ذوب‌آهن         | ۰–۱   | چادرملو         | ۱۶:۰۰     | ۱۵ فروردین ۱۴۰۴ |
| ۲ | فولاد          | ۱–۱   | گل‌گهر           | ۱۸:۰۰     | ۱۵ فروردین ۱۴۰۴ |
| ۳ | تراکتور        | ۲–۱   | استقلال         | ۱۸:۱۵     | ۱۵ فروردین ۱۴۰۴ |
| ۴ | هوادار         | ۲–۰   | ملوان           | ۱۶:۰۰     | ۱۶ فروردین ۱۴۰۴ |
| ۵ | خیبر           | ۰–۰   | شمس‌آذر          | ۱۷:۰۰     | ۱۶ فروردین ۱۴۰۴ |
| ۶ | مس رفسنجان     | ۰–۰   | نساجی           | ۱۷:۰۰     | ۱۶ فروردین ۱۴۰۴ |
| ۷ | آلومینیوم اراک | ۱–۱   | سپاهان          | ۱۸:۰۰     | ۱۶ فروردین ۱۴۰۴ |
| ۸ | پرسپولیس       | ۰–۰   | استقلال خوزستان | ۱۸:۰۰     | ۱۶ فروردین ۱۴۰۴ |

#### هفته بیست و ششم
| # | تیم میزبان      | نتیجه | تیم مهمان      | ساعت بازی | تاریخ بازی      |
| - | --------------- | ----- | -------------- | --------- | --------------- |
| ۱ | استقلال         | ۰–۱   | فولاد          | ۱۸:۰۰     | ۲۱ فروردین ۱۴۰۴ |
| ۲ | گل‌گهر           | ۰–۰   | آلومینیوم اراک | ۱۷:۰۰     | ۲۲ فروردین ۱۴۰۴ |
| ۳ | شمس‌آذر          | ۱–۱   | ذوب‌آهن         | ۱۷:۰۰     | ۲۲ فروردین ۱۴۰۴ |
| ۴ | ملوان           | ۳–۰   | خیبر           | ۱۷:۰۰     | ۲۲ فروردین ۱۴۰۴ |
| ۵ | سپاهان          | ۱–۰   | مس رفسنجان     | ۱۷:۴۵     | ۲۲ فروردین ۱۴۰۴ |
| ۶ | چادرملو         | ۲–۲   | تراکتور        | ۱۷:۴۵     | ۲۲ فروردین ۱۴۰۴ |
| ۷ | نساجی           | ۰–۱   | پرسپولیس       | ۱۸:۰۰     | ۲۲ فروردین ۱۴۰۴ |
| ۸ | استقلال خوزستان | ۱–۱   | هوادار         | ۱۸:۰۰     | ۲۲ فروردین ۱۴۰۴ |

#### هفته بیست و هفتم
| # | تیم میزبان     | نتیجه | تیم مهمان       | ساعت بازی | تاریخ بازی      |
| - | -------------- | ----- | --------------- | --------- | --------------- |
| ۱ | هوادار         | ۰–۴   | مس رفسنجان      | ۱۷:۰۰     | ۲۷ فروردین ۱۴۰۴ |
| ۲ | گل‌گهر          | ۱–۱   | استقلال         | ۱۸:۰۰     | ۲۷ فروردین ۱۴۰۴ |
| ۳ | خیبر           | ۱–۰   | نساجی           | ۱۷:۰۰     | ۲۸ فروردین ۱۴۰۴ |
| ۴ | آلومینیوم اراک | ۰–۰   | چادرملو         | ۱۷:۰۰     | ۲۸ فروردین ۱۴۰۴ |
| ۵ | ذوب‌آهن         | ۱–۰   | استقلال خوزستان | ۱۷:۰۰     | ۲۸ فروردین ۱۴۰۴ |
| ۶ | تراکتور        | ۳–۰   | ملوان           | ۱۷:۰۰     | ۲۹ فروردین ۱۴۰۴ |
| ۷ | پرسپولیس       | ۰–۲   | سپاهان          | ۱۸:۰۰     | ۲۹ فروردین ۱۴۰۴ |
| ۸ | فولاد          | ۱–۰   | شمس‌آذر          | ۱۹:۳۰     | ۲۹ فروردین ۱۴۰۴ |

#### هفته بیست و هشتم
| # | تیم میزبان      | نتیجه | تیم مهمان      | ساعت بازی | تاریخ بازی       |
| - | --------------- | ----- | -------------- | --------- | ---------------- |
| ۱ | چادرملو         | ۱–۱   | فولاد          | ۱۹:۱۵     | ۱۱ اردیبهشت ۱۴۰۴ |
| ۲ | نساجی           | ۰–۰   | هوادار         | ۱۹:۱۵     | ۱۱ اردیبهشت ۱۴۰۴ |
| ۳ | مس رفسنجان      | ۰–۳   | پرسپولیس       | ۱۹:۱۵     | ۱۱ اردیبهشت ۱۴۰۴ |
| ۴ | استقلال خوزستان | ۰–۰   | خیبر           | ۱۹:۳۰     | ۱۱ اردیبهشت ۱۴۰۴ |
| ۵ | استقلال         | ۵–۱   | آلومینیوم اراک | ۱۸:۱۵     | ۱۲ اردیبهشت ۱۴۰۴ |
| ۶ | ملوان           | ۳–۳   | ذوب‌آهن         | ۱۸:۳۰     | ۱۲ اردیبهشت ۱۴۰۴ |
| ۷ | شمس‌آذر          | ۰–۴   | تراکتور        | ۱۹:۳۰     | ۱۲ اردیبهشت ۱۴۰۴ |
| ۸ | سپاهان          | ۱–۲   | گل‌گهر          | ۱۹:۳۰     | ۱۲ اردیبهشت ۱۴۰۴ |

#### هفته بیست و نهم
| # | تیم میزبان     | نتیجه | تیم مهمان       | ساعت بازی | تاریخ بازی       |
| - | -------------- | ----- | --------------- | --------- | ---------------- |
| ۱ | فولاد          | ۲–۱   | استقلال خوزستان | ۱۹:۳۰     | ۱۸ اردیبهشت ۱۴۰۴ |
| ۲ | استقلال        | ۲–۱   | چادرملو         | ۱۹:۳۰     | ۱۸ اردیبهشت ۱۴۰۴ |
| ۳ | گل‌گهر          | ۱–۰   | شمس‌آذر          | ۱۹:۳۰     | ۱۸ اردیبهشت ۱۴۰۴ |
| ۴ | ذوب‌آهن         | ۲–۱   | مس رفسنجان      | ۱۹:۳۰     | ۱۸ اردیبهشت ۱۴۰۴ |
| ۵ | خیبر           | ۱–۲   | پرسپولیس        | ۱۹:۳۰     | ۱۸ اردیبهشت ۱۴۰۴ |
| ۶ | آلومینیوم اراک | ۱–۱   | ملوان           | ۱۹:۳۰     | ۱۸ اردیبهشت ۱۴۰۴ |
| ۷ | تراکتور        | ۳–۳   | نساجی           | ۱۹:۳۰     | ۱۸ اردیبهشت ۱۴۰۴ |
| ۸ | هوادار         | ۱–۱   | سپاهان          | ۱۹:۳۰     | ۱۸ اردیبهشت ۱۴۰۴ |

#### هفته سی‌ام
| # | تیم میزبان      | نتیجه | تیم مهمان      | ساعت بازی | تاریخ بازی       |
| - | --------------- | ----- | -------------- | --------- | ---------------- |
| ۱ | چادرملو         | ۰–۱   | گل‌گهر          | ۱۸:۰۰     | ۲۵ اردیبهشت ۱۴۰۴ |
| ۲ | پرسپولیس        | ۲–۰   | هوادار         | ۱۸:۰۰     | ۲۵ اردیبهشت ۱۴۰۴ |
| ۳ | نساجی           | ۰–۳   | ذوب‌آهن         | ۱۸:۰۰     | ۲۵ اردیبهشت ۱۴۰۴ |
| ۴ | شمس‌آذر          | ۱–۳   | آلومینیوم اراک | ۱۸:۰۰     | ۲۵ اردیبهشت ۱۴۰۴ |
| ۵ | مس رفسنجان      | ۰–۰   | خیبر           | ۱۸:۰۰     | ۲۵ اردیبهشت ۱۴۰۴ |
| ۶ | ملوان           | ۱–۱   | فولاد          | ۱۹:۰۰     | ۲۵ اردیبهشت ۱۴۰۴ |
| ۷ | استقلال خوزستان | ۱–۳   | تراکتور        | ۱۹:۰۰     | ۲۵ اردیبهشت ۱۴۰۴ |
| ۸ | سپاهان          | ۳–۱   | استقلال        | ۲۰:۰۰     | ۲۵ اردیبهشت ۱۴۰۴ |

## رکوردهای فصل

### اولین گل فصل
در هفته اول مسابقات در بازی پرسپولیس مقابل ذوب‌آهن مجید علیاری در ثانیه ۴۴ بازی موفق ثمر رساندن اولین گل فصل شد.

### سریع‌ترین گل فصل
مجید علیاری ثانیه ۴۴ (هفته اول ذوب‌آهن به پرسپولیس)

### جوانترین بازیکن لیگ
ماهان بهشتی بازیکن ملوان با شانزده سال و دو ماه سال در هفته سی‌ام مسابقات

### مسن‌ترین بازیکن لیگ
شیمبا بازیکن تیم فوتبال فولاد خوزستان با ۴۱ سال سن

### پرگل‌ترین بازی
آلومینیوم ۴–۲ فولاد (هفته هشتم)
تراکتور ۵–۱ مس رفسنجان (هفته شانزدهم)
استقلال ۵–۱ آلومینیوم (هفته بیست و هشتم)
ملوان ۳–۳ ذوب‌آهن (هفته بیست و هشتم)
تراکتور ۳–۳ نساجی (هفته بیست و نهم)

### جوانترین گلزن لیگ
ابوالفضل زاده عطار از فولاد مقابل پرسپولیس در هفته هجدهم با ۱۷ سال سن

### جوانترین ترکیب تیمی فصل
باشگاه فوتبال ملوان در هفته ۳۰ لیگ با ۲۳ سال و ۶ ماه

### پیرترین ترکیب تیمی فصل
باشگاه فوتبال پرسپولیس در هفته ۶ لیگ با ۳۱ سال و ۶ ماه

### قاطعانه‌ترین برد فصل
سپاهان ۵–۰ هوادار (هفته چهاردهم ۷ دی ۱۴۰۳)
هوادار ۰–۵ پرسپولیس (هفته پانزدهم ۱۲ دی ۱۴۰۳)

### پرگل‌ترین و کم گل‌ترین هفته فصل
پر گل‌ترین :هفته بیست و هشتم رقابت‌ها با ۲۴ گل
کم گل‌ترین :هفته ششم رقابت‌ها با ۶ گل

### کم گل‌ترین هفته تاریخ لیگ برتر
با به ثمر رسیدن فقط شش گل در هفته ششم این دوره لیگ برتر در کنار هفته شانزدهم بیست و سومین دوره لیگ برتر و همچنین هفته بیست سوم سیزدهمین دوره لیگ برتر به عنوان کم گل‌ترین هفته لیگ برتر قرار گرفت.

### طولانی‌ترن بازی تاریخ لیگ برتر
دیدار شمس‌آذر و استقلال خوزستان حدود ۱۲۵ دقیقه طول کشید و طولانی‌ترین بازی تاریخ لیگ برتر شد.

### طولانی‌ترین هفته تاریخ لیگ برتر
هشت بازی هفته هشتم لیگ برتر در شش روز بافاصله زمانی پنجاه و پنج روز برگزار شد تا طولانی‌ترین هفته تاریخ لیگ برتر رقم بخورد. (اولین بازی ۲۶ مهر آخرین بازی ۲۱ آذر)

### حضور فقط بانوان در یک بازی
به دلیل حکم کمیته انضباطی در خصوص بازی آخر پرسپولیس و سپاهان برای اولین بار در تاریخ لیگ برتر دیدار سپاهان مقابل پرسپولیس در ورزشگاه نقش جهان تنها با هواران زن برگزار شد.

### دوگل به خودی
علی نعمتی در دیدار فولاد در برابر سپاهان در هفته بیست و سوم تبدیل به تنها بازیکن تاریخ لیگ برتر شد که در یک بازی دو گل به خودی زده است.

### دیرترین گل لیگ برتر
مهدی هاشم‌نژاد برای تراکتور در بازی معوقه از هفته بیست دوم لیگ مقابل فولادخوزستان در دقیقه ۲۳+۹۰.

## جوایز

### جوایزفوتبال ۳۶۰(غیررسمی)

#### مربی برتر ماه
| ماه    | مربی برتر ماه  | مربی برتر ماه | منابع   |
| ماه    | مربی           | باشگاه        | منابع   |
| ------ | -------------- | ------------- | ------- |
| مرداد  | ژوزه مورایس    | سپاهان        | [ ۱۹۰ ] |
| شهریور | ژوزه مورایس    | سپاهان        | [ ۱۹۰ ] |
| مهر    | سعید اخباری    | چادرملو       | [ ۱۹۱ ] |
| آبان   | سعید اخباری    | چادرملو       | [ ۱۹۱ ] |
| آذر    | دراگان اسکوچیچ | تراکتور       | [ ۱۹۲ ] |
| دی     | دراگان اسکوچیچ | تراکتور       | [ ۱۹۲ ] |
| بهمن   | پاتریس کارترون | سپاهان        | [ ۱۹۳ ] |
| اسفند  | اسماعیل کارتال | پرسپولیس      | [ ۱۹۴ ] |

#### بازیکن برتر ماه
| ماه     | بازیکن برتر ماه   | بازیکن برتر ماه | منابع   |
| ماه     | بازیکن            | باشگاه          | منابع   |
| ------- | ----------------- | --------------- | ------- |
| مرداد   | رضا غندی‌پور       | ملوان           | [ ۱۹۵ ] |
| شهریور  | رضا غندی‌پور       | ملوان           | [ ۱۹۵ ] |
| مهر     | امیرحسین حسین‌زاده | تراکتور         | [ ۱۹۶ ] |
| آبان    | امیرحسین حسین‌زاده | تراکتور         | [ ۱۹۶ ] |
| آذر     | مهدی لیموچی       | سپاهان          | [ ۱۹۷ ] |
| دی      | مهدی لیموچی       | سپاهان          | [ ۱۹۷ ] |
| بهمن    | ایگور پوستونیسکی  | تراکتور         | [ ۱۹۸ ] |
| اسفند   | علی علیپور        | پرسپولیس        | [ ۱۹۹ ] |
| فروردین | امیرحسین حسین‌زاده | تراکتور         | [ ۲۰۰ ] |

#### بهترین گل ماه
| ماه     | بهترین گل ماه    | بهترین گل ماه   | منابع   |
| ماه     | بازیکن           | باشگاه          | منابع   |
| ------- | ---------------- | --------------- | ------- |
| مرداد   | محمد پاپی        | چادرملو         | [ ۲۰۱ ] |
| شهریور  | محمد پاپی        | چادرملو         | [ ۲۰۱ ] |
| مهر     | وحید امیری       | پرسپولیس        | [ ۲۰۲ ] |
| آبان    | وحید امیری       | پرسپولیس        | [ ۲۰۲ ] |
| آذر     | محمدامین کاظمیان | آلومینیوم اراک  | [ ۲۰۳ ] |
| دی      | محمدامین کاظمیان | آلومینیوم اراک  | [ ۲۰۳ ] |
| بهمن    | سجاد شهباززاده   | استقلال خوزستان | [ ۲۰۴ ] |
| اسفند   | علی نعمتی        | فولاد خوزستان   | [ ۲۰۵ ] |
| فروردین | هادی حبیبی‌نژاد   | چادرملو         | [ ۲۰۶ ] |

#### بهترین مهار ماه
| ماه     | بهترین مهار ماه     | بهترین مهار ماه | منابع   |
| ماه     | بازیکن              | باشگاه          | منابع   |
| ------- | ------------------- | --------------- | ------- |
| مرداد   | تونی باتیستا        | خیبر خرم‌آباد    | [ ۲۰۷ ] |
| شهریور  | تونی باتیستا        | خیبر خرم‌آباد    | [ ۲۰۷ ] |
| مهر     | محمدجواد کیا        | هوادار          | [ ۲۰۸ ] |
| آبان    | محمدجواد کیا        | هوادار          | [ ۲۰۸ ] |
| آذر     | محمدحسین اکبر منادی | هوادار          | [ ۲۰۹ ] |
| دی      | محمدحسین اکبر منادی | هوادار          | [ ۲۰۹ ] |
| بهمن    | پارسا جعفری         | ذوب‌آهن          | [ ۲۱۰ ] |
| اسفند   | پیام نیازمند        | سپاهان          | [ ۲۱۱ ] |
| فروردین | ادسون ماردن         | چادرملو         | [ ۲۱۲ ] |

## یادداشت
1. ↑  سپاهان با شکست در پلی اف به لیگ۲ آسیا رفت
2. ↑  درصورت شکست نماینده ایران در مسابقه پلی‌اف نماینده ایران به لیگ ۲ قهرمانان آسیا ملحق می‌شود.
3. ↑  براساس دریافت کارت زرد و قرمز تعیین می‌شود
4. ↑  این باشگاه یک بار در جام قدس ۶۹–۱۳۶۸، موفق به حضور در بالاترین سطح فوتبال ایران شده است.[۲۱][۲۲]
5. ↑  در پنج هفته ابتدایی لیگ برتر این ورزشگاه آماده بازی برای لیگ برتر نبود
6. ↑  شهرآورد دور رفت به میزبانی استقلال در این ورزشگاه انجام شد
7. ↑  تا هفته یازدهم به دلیل تعمیرات نقش جهان سپاهان در فولاد شهر میزبان تیم‌های لیگ برتری بود
8. ↑  هفته‌های دوم وسوم لیگ این ورزشگاه به عنوان ورزشگاه میزبان برای باشگاه‌های استقلال وپرسپولیس انتخاب شد
9. ↑  هوادار در برابر تیم‌های پر طرفدار در ورزشگاه شهر قدس میزبانی می‌کند
10. ↑  در مقابل ملوان در دقیقه ۲+۹۰ اخراج شد درحالی که گلی دریافت نکرده بود
11. ↑  در بازی مقابل ملوان به عنوان یار تعویضی حاضر شد